# ハリー・ポッターシリーズの地理
ハリー・ポッターシリーズの地理では、J・K・ローリングの小説『ハリー・ポッター』シリーズおよび、その派生作品の舞台となる場所について記述する。

## ホグワーツ魔法魔術学校
| アニック・カースル（左）とダラム大聖堂（右）。映画シリーズにおけるホグワーツのおもなロケーション撮影地。 |  | アニック・カースル（左）とダラム大聖堂（右）。映画シリーズにおけるホグワーツのおもなロケーション撮影地。 |
| アニック・カースル（左）とダラム大聖堂（右）。映画シリーズにおけるホグワーツのおもなロケーション撮影地。 |  | |

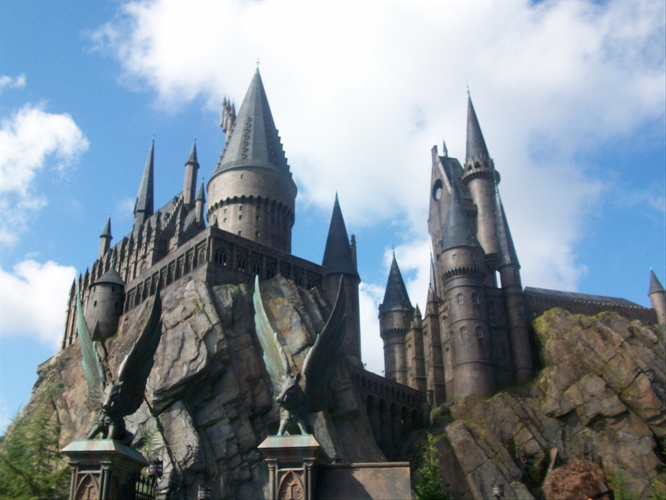
ユニバーサル・オーランド・リゾートのウィザーディング・ワールド・オブ・ハリー・ポッターにおける映画『ハリー・ポッター』シリーズのホグワーツを模したアトラクションの外観

主人公のハリー・ポッターが入ることになる、7年制・全寮制の魔法学校。生徒数はおよそ1000人。
ゴドリック・グリフィンドール、ヘルガ・ハッフルパフ、ロウェナ・レイブンクロー、サラザール・スリザリンの4人の魔法使いによって、993年ごろに創設された。場所はイギリスのスコットランドとされる。最寄駅はホグズミード駅。城の敷地には、マグルが近づくと廃墟に見える魔法が掛けられている。世界一安全と評される古代魔法の牙城でもあり、作中ではヴォルデモートですらホグワーツへの侵攻には時間を要する。
敷地内には、校舎兼生活施設であるホグワーツ城、禁じられた森、広大な面積を有する湖などがある。ホグワーツ城の内部は、勝手に動いたり特定の曜日に行き先がかわる階段、隠し通路、隠し部屋、合言葉が必要な寮の談話室などの特殊な仕掛けが満載されている。また、教職員も知らない通路などがある。加えてそもそもレイブンクローが設計したホグワーツの間取りは常に変化しており、部屋はどこからともなく現れ、どこからともなく消える。あらゆることが魔法で管理されているため、17世紀に施工された水道をのぞけば、各種マグルのライフライン(電気・ガスなど)は通っていない。またホグワーツの空間自体に多くの魔法が掛かっているため、城内で電気で駆動する精密機械を正常に使用することはできない。城内の案内図については、学校公認のものが存在するような描写はないが、4名の生徒が魔法を駆使して私的に作った一点物の魔法道具「忍びの地図」がある。この「忍びの地図」には、教職員も知らない隠し通路も詳細に描かれている。
運営形態はイギリスのパブリックスクールやグラマースクールをモチーフにしていると推測されており、随所に類似点、共通点が見られる。パブリックスクールに存在するような特別行事も設けられており、各寮の2年生以上の選抜対象生徒によるクィディッチの寮対抗トーナメント、生徒の成績や態度などによって得点が加減される寮対抗杯、3年生以上のホグズミードへの週末外出などが存在する。朝・昼・晩の食事は大広間内の寮別（職員は職員用）のテーブルで、それぞれ食事をとる。形式はテーブル上の皿に盛られた各料理を、取り皿に自分で自由に取って食べる食べ放題式。食事を大広間の外に持ち出したり、寮や医務室などに菓子などを持ち込んだりするのは、とくに注意を受ける描写はない。
制服としては、基本的には黒無地のローブと黒無地の三角帽の着用が義務付けられている。原作者の直筆イラストでは、ローブは踝丈のワンピースのような形状で、帽子は頭の2倍ほどの長さがある。
映画版では、三角帽のフチがなくなり、生徒はローブの下に英国のパブリック・スクールの制服に類似した衣服を着用しているが、このような服も制服であるとは原作で言及されたことは一度もなく、映画内においても明確に言及されていない。

### 寮

4寮それぞれのシンボル

創立者名が由来の「グリフィンドール」「ハッフルパフ」「レイブンクロー」「スリザリン」の4つの寮が存在する。入る寮は、4人の創立者が魔法によって知恵を吹き込んだ「組分け帽子」が決定する。生徒が組分け帽子を被ると、生徒の重視する徳目、資質、希望などを組分け帽子が考慮し、最適の寮への組分けを行う。生徒はそれぞれの寮に分かれて生活し、同学年で同寮の生徒たちをひとつのクラスとして授業を行なう。1クラス36人では人数が少なすぎるため、授業の大半は他寮の同級生との合同授業となる。なお、「男は女より信用できない」という時代に建てられた建物のため、女子は男子部屋には行ける（一応規則では禁じられている）が、男子が女子部屋には侵入できないようセキュリティが掛けられている。作中ではグリフィンドール寮のみこのことが描写されたが、ゲーム「ホグワーツ・レガシー」では他3寮でも同様であることが判明。グリフィンドール・スリザリン・ハッフルパフでは男子が女子部屋へと続く階段を上ろうとすると階段のステップが閉じて斜面と化し、上まで登れなくなる。レイブンクローでは階段入口の騎士像が通せんぼしてくる。
グリフィンドール寮
- 創設：ゴドリック・グリフィンドール
- 場所：東塔
- 寮旗：真紅の地と金の獅子
- シンボル：ライオン
- シンボルカラー：真紅と黄金
- 寮監：ミネルバ・マクゴナガル
- 生徒：ハリー・ポッターシリーズの登場人物一覧#グリフィンドール生を参照
- 出身者：アルバス・ダンブルドア、ミネルバ・マクゴナガル、ルビウス・ハグリッド、ジェームズ・ポッター、リリー・エバンズ、シリウス・ブラック、リーマス・ルーピン、ピーター・ペティグリュー、アーサー・ウィーズリー、モリー・プルウェット、ビル・ウィーズリー、チャーリー・ウィーズリーなど
- ゴースト：「ほとんど首無しニック」（ニコラス・ド・ミムジー・ポーピントン卿）
- ゆかりの品：グリフィンドールの剣

勇敢な騎士道を備える生徒を求めている。主人公のハリー・ポッターやその父であるジェームズ・ポッター、アルバス・ダンブルドア、シリウス・ブラック、リーマス・ルーピン、など、数多くの著名な魔法使いを輩出している。談話室はホグワーツ城最高階の8階東塔に位置し、入り口を守る太った婦人の肖像画前で合言葉を言うと入室できる。合言葉は毎年必ず変わり、その他のタイミングで変わることもある。内部は寮のシンボルカラーである真紅で統一された家具が置かれ、暖炉が置かれた部屋。寮生はここで宿題を仕上げたり、談話したりする。
ハッフルパフ寮
- 創設：ヘルガ・ハッフルパフ
- 場所：厨房近辺の地下室
- 寮旗：カナリア・イエローの地と黒いアナグマ
- シンボル：アナグマ
- シンボルカラー：カナリア・イエローと黒（映画版ではこれに灰色が加わる）
- 寮監：ポモーナ・スプラウト
- 生徒：ハリー・ポッターシリーズの登場人物一覧#ハッフルパフ生を参照
- 出身者：ポモーナ・スプラウト、シルバヌス・ケトルバーン、ニンファドーラ・トンクス、テセウス・スキャマンダー、ニュート・スキャマンダーなど
- ゴースト：太った修道士
- ゆかりの品：ハッフルパフのカップ

誠実で忠実な勤勉者を求めている。入寮者を選ばず、他寮に入れなかった生徒を受け入れているため、劣等生の寮と評されているが、突出した才能を持つ最優秀生徒や名家出身者が入寮することがある。また、この寮は勤勉さを重んじているため、「幻の動物とその生息地」の著者 ニュート・スキャマンダー、魔法界にて就任最難関である闇祓いになったニンファドーラ・トンクス、ホグワーツ最優秀生徒として三大魔法学校対抗試合ホグワーツ代表者になるセドリック・ディゴリーなど、不断の努力によって好成績を収める生徒もいる。全寮中、闇の魔法使いの輩出が最も少ない。談話室の入口は厨房廊下右の陰にある樽の山で、2列目中心の樽底を「ヘル、ガ、ハッ・フル・パフ」のタイミングで5回叩く（ハッフルパフ・リズム）と入ることができる。間違えるとセキュリティとして高温に熱したビネガーが噴出される。内部は黄色と黒の温かい雰囲気で、アナグマの巣を彷彿させる通路にある、樽底のような戸が各部屋へと繋がっている。
レイブンクロー寮
- 創設：ロウェナ・レイブンクロー
- 場所：西塔
- 寮旗：青い地とブロンズの鷲
- シンボル：鷲（映画版では大カラス）
- シンボルカラー：青と銅（映画版では青と銀）
- 寮監：フィリウス・フリットウィック
- 生徒：ハリー・ポッターシリーズの登場人物一覧#レイブンクロー生を参照
- 出身者：フィリウス・フリットウィック、シビル・トレローニー、ギャリック・オリバンダー、マートル・エリザベス・ウォーレン（嘆きのマートル）、クィリナス・クィレル、ギルデロイ・ロックハートなど
- ゴースト：「灰色のレディ」（ヘレナ・レイブンクロー）
- ゆかりの品：レイブンクローの髪飾り

知性の高い者を求めている。談話室は西塔の天辺に位置し、螺旋階段を上った先にある鷲の形をしたブロンズ製のドアノッカーが付いた扉が入口。入るには鷲のノッカーが出す問題の謎解きが必要であり、答えられない場合は答えられる者が来るのを待ち、その者から解答を教わらなければならない。広い円形の部屋でアーチ型の窓があり、カーテンや絨毯は寮のシンボルカラーである青。天井と床には星座の装飾がある。部屋の角に、大理石製のロウェナ・レイブンクロー像がある。ロウェナの「高みより全てを学ぶ」という考えが込められており、ホグワーツ敷地を360度一望できる。生徒の寝室は談話室の上階にある。
スリザリン寮
- 創設：サラザール・スリザリン
- 場所：地下牢
- 寮旗：緑の地と銀の蛇
- シンボル：蛇
- シンボルカラー：緑と銀
- 寮監：セブルス・スネイプ（第1巻 - 第6巻）→ホラス・スラグホーン（第6巻終盤 - ）
- 生徒：ハリー・ポッターシリーズの登場人物一覧#スリザリン生を参照
- 出身者：ホラス・スラグホーン、トム・マールヴォロ・リドル（ヴォルデモート）、セブルス・スネイプ、ドローレス・アンブリッジ、リータ・スキーター、ルシウス・マルフォイ、ナルシッサ・ブラック、ベラトリックス・ブラック、アンドロメダ・ブラック、レギュラス・ブラック、リタ・レストレンジなど
- ゴースト：血みどろ男爵
- ゆかりの品：スリザリンのロケット

創設者のサラザールは「狡猾さ」「臨機の才」「巧妙さ」「決断力」「やや規則を無視する傾向」「蛇語能力」を求めていたとされる。闇の魔術に傾倒する生徒が多く、トム・マールヴォロ・リドル（ヴォルデモート）やベラトリックス・レストレンジなど、あまたの闇の魔法使いを輩出している。マグル差別の選民思想を持つ純血主義者も多い。ただし必ずしもこのような特徴を備えた生徒ばかりとは限らず、マグル出身の魔法使いに寛大なホラス・スラグホーンなど、良識的な生徒が入寮することもある。セブルス・スネイプは闇の魔術への傾倒が理由でスリザリン寮を選んだが、勇敢さを重んじるグリフィンドール寮の気質も併せ持つ人物であるということが示唆されている。
談話室は湖の下の地下牢に存在し、湿ったむき出しの石が並ぶ壁に向かって合言葉を言うと蛇の彫刻が持ち上がり、入口の石の扉が出現する。合言葉は2週間に1度定期的に変更され、談話室内の掲示板に貼り出される。室内は細長く、天井が低い。内部は粗く削られた石壁の、どことなく陰湿な部屋である。壮大な大理石に囲まれており、暖炉と椅子には彫刻がほどこされている。窓からは湖内の様子がうかがえる。地下に位置しているため、他寮より陰気であり、採光もないが、天井から鎖で吊るされたランプは緑がかっている。ハリーはスリザリン寮に対して非好意的であったが、のちにスネイプにまつわる過去の真実を知り、感謝と尊敬の念からスリザリン寮に対しての嫌悪感を持たなくなった。アルバス・ポッターやスコーピウス・マルフォイなど、ハリーたちの子の世代の時代では時代の変化により、純血主義の傾向は薄まり、スリザリン寮に対する悪印象や、他寮との因縁も過去と比べると改善されている。ポッター家とウィーズリー家はグリフィンドール寮出身者が主であり、アルバスのスリザリン入寮は初事例となる。

### 施設

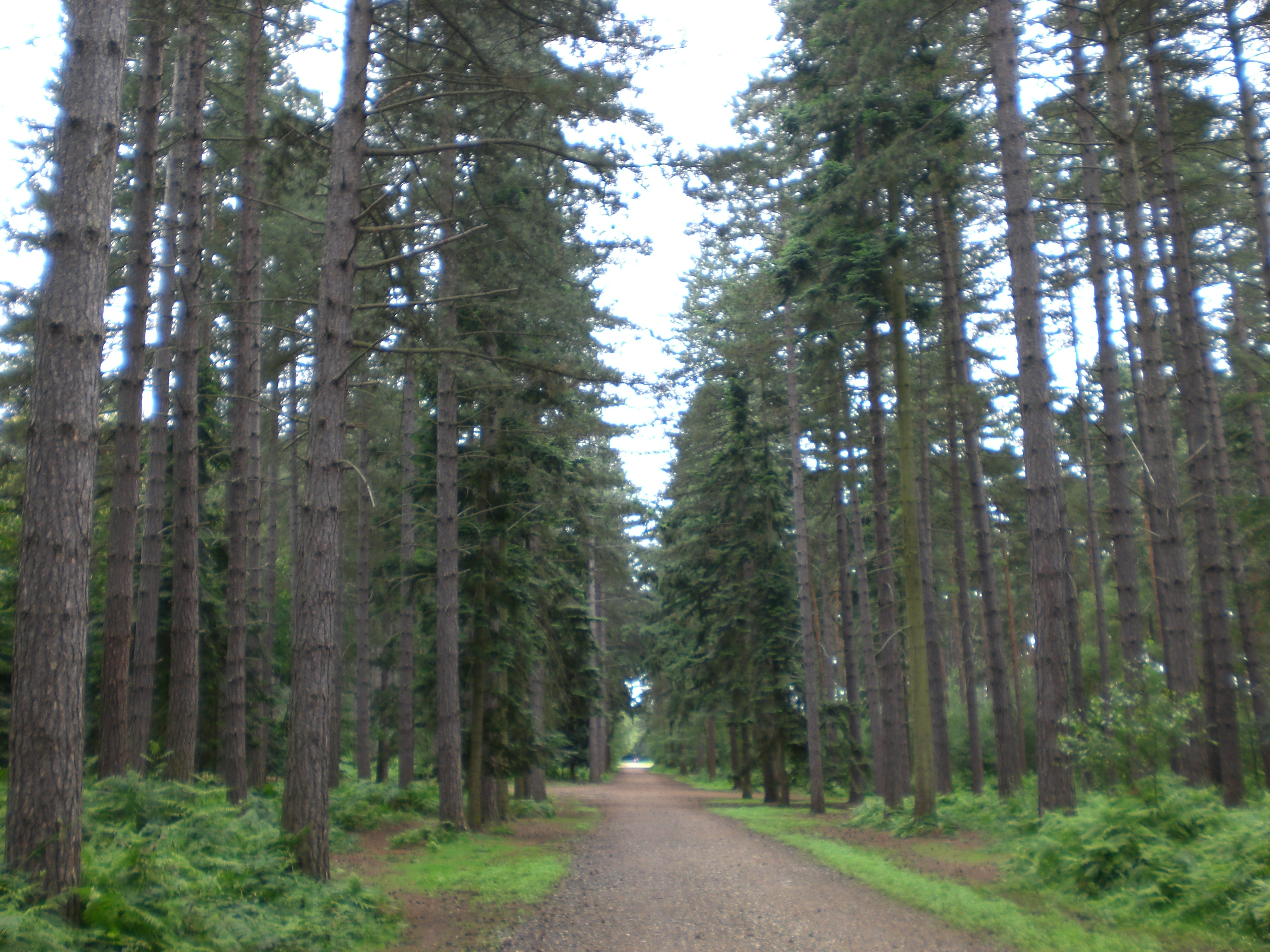
映画シリーズで撮影に使用されたブラック・パーク

大広間
| 映画シリーズの撮影が行なわれたリーブスデン・スタジオに設けられたホグワーツ大広間のセット |  | 映画シリーズで大広間の撮影に使用されたオックスフォード大学クライスト・チャーチ・カレッジの大広間 |
| 映画シリーズの撮影が行なわれたリーブスデン・スタジオに設けられたホグワーツ大広間のセット |  | 映画シリーズで大広間の撮影に使用されたオックスフォード大学クライスト・チャーチ・カレッジの大広間 |

玄関ホールの右横の扉から入ることができる、生徒・教授が食事や式典をするための広間である。奥には教授たちが座る長テーブル、そのまえには生徒たちが座る長テーブルが4つ、各寮ごとに座る。天井はそのときの天気を映し出す魔法が掛けられて、ライトコート（光庭）のように見える。ハロウィン、クリスマスなどのときは、飾りつけも変えられる。普通魔法レベル（O.W.L）試験のときには長テーブルが片付けられ、個人用の小さい机が準備される。また、原寮対抗杯のための各寮の得点が一目でわかる砂時計がある。第7巻『死の秘宝』における最終決戦の場所でもある。
厨房
大広間の下に配置されている厨房。地下廊下の厨房の外にある絵画の梨をくすぐると入口の扉が現れる。たくさんの屋敷しもべ妖精が日中働いている場所であり、生徒が厨房に入っていくとたくさんの屋敷しもべ妖精がいろいろな菓子や紅茶などを持ってくる。食事の際は、校長の合図で、大広間と全く同じに配置されたテーブルから食事を大広間へと上げる。
天文塔
ホグワーツで最も高い位置にある塔。この塔の屋上で天文学の授業が行なわれ、授業以外は立ち入り禁止となっている。第1巻『賢者の石』では、ハリーとハーマイオニー、ネビルが、ドラゴンのノーバートを厄介払いするために、この塔へ来る。また第6巻では、アルバス・ダンブルドアがセブルス・スネイプにこの場所で殺害される。
校長室
校長の部屋。壁には歴代の校長の肖像画が飾られており、盟約により歴代校長の肖像画たちは現役の校長に仕えることになっている。これら歴代校長の肖像画はホグワーツ以外の場所にも飾られていることが多いため、必要に応じて肖像画の歴代校長たちがほかの場所にある自分の肖像画へ移動し、その場の状況を見たり伝言を伝えたりできる。
教職員の私室と同様、内装はそのときの校長によって異なり、アルバス・ダンブルドアの場合は色々な魔法の道具が置かれている。
校長室に入室するためには、各寮の談話室と同様、合言葉が必要である。校長室の前には門の左右にガーゴイルの石像があり、合言葉を言うと飛び退く。
入室するための呪文はこまめに変更され、一部の者（教授）しか知らない。アルバス・ダンブルドアは、入室の呪文を菓子の名前に統一している。
ホグワーツの正当な校長であると認められた者以外が校長として入ろうとすると、入室を拒絶される。第5巻では、ダンブルドアを学校から追い出したドローレス・アンブリッジが校長室への入室を拒まれる。
監督生のバスルーム
監督生とクィディッチチームのキャプテンが使用を許可されているバスルーム。ふかふかのタオルの山、色とりどりの泡がでる蛇口、金の額縁のブロンドの人魚の絵などがある。第4巻『炎のゴブレット』では、ハリーが卵の謎を解くために利用する。
3階の女子トイレ
女の子のゴースト、嘆きのマートルが棲んでいるトイレ。そのため誰も近づかないので、ハリーたちがポリジュース薬を作るときに使用する。また、洗面台の蛇口のひとつは蛇型の傷のようなものがあり、そこが秘密の部屋への入口である。
秘密の部屋
サラザール・スリザリンがホグワーツを去るときに秘密に造った部屋。3階の女子トイレに入り口が隠されており、その入口を開くには蛇語（パーセルタング）で命じなければならない。秘密の部屋の秘密はスリザリンの子孫とその他一部の者に受け継がれたが、噂としては広く知れ渡っていた。何世紀にもわたって歴史家や歴代校長によって校内をくまなく捜索されてはいたが、パーセルマウスでなければ部屋にたどり着くことは不可能であるため、部屋の存在は長い間神話と結論付けられていた。
巨大で獰猛な蛇バジリスクが棲んでいるが、ハリーとの死闘のすえ、退治される。第7巻終盤時点ではすでに遺骸が腐敗し、骨だけが残っている。ただし、牙の猛毒は残っており、ロンが分霊箱の破壊に用いる。
必要の部屋
自分の目的に合致した道具や本などが満載の部屋で一般には知られておらず、「あったりなかったり部屋」と呼ばれている。「目的」が変わるごとに、その内装や中にある道具も入れ替わる。8階にあるが、普段入り口はただの石壁である。入るためには、壁の前を三回歩き回りながら、自分の目的を心に強く思い浮かべることが必要である。第5巻ではダンブルドア軍団の会合、第6巻ではドラコ・マルフォイにより「姿をくらますキャビネット棚」を修理する場所、ハリーの教科書を隠す場所、トレローニーのシェリー酒瓶を隠す場所として利用される。第7巻ではふたたびダンブルドア軍団の会合、およびすべてのものを隠す場所として使われる。
第4巻でダンブルドアが語るところによると、尿意を催したためトイレへ急いでいたら必要の部屋に迷い込み、トイレが色々と並んだ部屋になっていたという。
薬草室
ホグワーツ城の裏手にあり、薬草学の授業に使われるほか、校医や授業に必要な魔法薬の材料を栽培している。
クィディッチ競技場
校内でクィディッチをするための競技場。ユニフォームに着替えるための更衣室が併設されている。一般的なクィディッチ競技場と大きく異なる点はないようで、楕円形のピッチの両端に3つずつ輪のゴールがそびえ立つ。観客席は各寮のシンボルカラーに飾られ、やはり高くそびえ立つ。観客席は木製である。『クィディッチ今昔』によると、クィディッチ競技場には金色のスニッチが競技場の外にでないための呪文が掛けられているとされているが、飛行高度に制限はないらしい。第4巻では、最終試練がこの競技場で行なわれる。
ふくろう小屋
学校の郵便配達用ふくろうと、生徒のふくろうが飼われている小屋。ハリーのふくろうであるヘドウィグやロンのふくろうであるピッグウィジョンも、普段はここにいる。学校からふくろう便を送るには、ここに来て配達するふくろうを選べばよい。また、学校からふくろう便を送るとき、ふくろうを持っていない者や自分のふくろうを使用したくない者は、学校のふくろうを自由に使ってよいことになっている。
ハグリッドの小屋
森番であり、のちに魔法生物飼育学の教授となるルビウス・ハグリッドやペットのファングが住む小屋である。禁じられた森のそばに立つ。ハリーやロン、ハーマイオニーがよく遊びに行く。第6巻でソーフィン・ロウル（映画版ではベラトリックス・レストレンジ）によって焼き落とされる。第7巻では、修理されたようである。
暴れ柳
校庭の一角に植えられている、近づくものを激しく攻撃する習性を持つ巨大な柳の木。根元にこぶがあり、そのこぶを押さえると動かなくなる。根元の穴は、ホグズミード村の「叫びの屋敷」内部に通じている。
リーマス・ルーピンが入学した年に、人狼であるルーピンが満月時にほかの生徒に危害を加えないために、彼の入学に配慮して用意された隔離場所となっている。
禁じられた森

ケンタウルスや一角獣などの生息地。人狼もいるらしい。基本的に生徒は入れない。しかし、ハリーは幾度となく入り、フレッドとジョージも出入りしているようである。また、第1巻では罰則の際に入る。ハグリッドの友達であるアクロマンチュラ（アラゴグ）の一族も生息している。
森番を務めるルビウス・ハグリッドは、森の奥で自分の趣味（合法非合法問わず）を手広く行なっている。
湖
大イカや水中人、水魔などの生息地。第4巻では、三大魔法学校対抗試合の第2の課題の会場にもなる。

### 授業

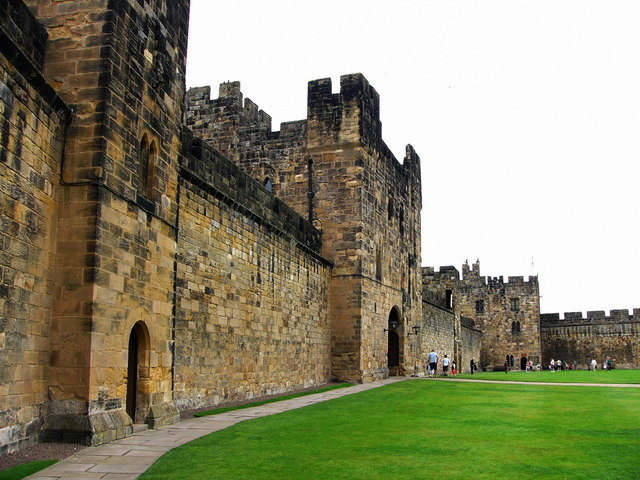
映画『賢者の石』で飛行訓練シーンの撮影に使用されたアニック・カースル

変身術
第1学年からの必須科目。動物をものに変身させたり物体を消去させたりする術などを訓練する。マクゴナガルによれば、一番難しい教科。魔法としてはわりあい「科学的」なものに位置し、数式を取り扱う。
教授 - アルバス・ダンブルドア→ミネルバ・マクゴナガル（第1巻 - 第7巻）
薬草学
第1学年からの必須科目。魔法薬の調合に使う薬草の栽培と取り扱いを学ぶ。学年が上がると、マンドレイクなど、扱いに注意しなければならない植物の扱い方も勉強する。ホグワーツの敷地内にある温室で授業を行なう。
これを得意科目とするネビル・ロングボトムは卒業後、この科目の教授になる。
教授 - ハーバート・ビーリー→ポモーナ・スプラウト（第1巻 - 第7巻）→ネビル・ロングボトム
魔法史
第1学年からの必須科目。魔法界や魔法生物の歴史を学ぶ。日本の小中学校における「歴史」に相当する。ホグワーツの授業で唯一、ゴーストが教える学科。教授は毎回黒板を通りぬけて登場する。ビンズ教授は単調に教科書を読むので、ハーマイオニー・グレンジャー以外の生徒たちは放心状態になる。
教授 - カスバート・ビンズ
呪文学 / 妖精の魔法
第1学年からの必須科目。1、2年時は、杖を使い、物を浮かせる術などを訓練する（第2巻までの訳「妖精の魔法」が示すような、妖精がいたずらをするような類の魔法）。3年以上は「呪文学」であるため、さまざまな呪文を訓練する。
教授 - フィリウス・フリットウィック
闇の魔術に対する防衛術
第1学年からの必須科目。
攻撃的な呪文や魔法生物に対する知識、それらから身を守るための呪文を訓練する。
ヴォルデモートがこの職を二度志願して拒否されて以来、1年を超えて同じ教授が受け持っていたことはないことから、「呪われた学科」とも呼ばれている。ヴォルデモートが初めてこの職を志願した当時は、ほぼ半世紀ホグワーツに在籍した老教授・ガラテア・メリィソートが就いていた。ヴォルデモートの死後は、1年しか同じ教授が持てないジンクスはなくなる。また、作者のローリングによれば、物語終了後、年に数回はハリー・ポッターが出張して、特別授業を行なっている。
第7巻で死喰い人のアミカス・カローが担当すると、実質闇の魔術を教える授業になる。
教授 - クィリナス・クィレル（第1巻）→ギルデロイ・ロックハート（第2巻）→リーマス・ルーピン（第3巻）→アラスター・ムーディ（第4巻）→ドローレス・アンブリッジ（第5巻）→セブルス・スネイプ（第6巻）→アミカス・カロー（第7巻）
天文学
第1学年からの必須科目。天体についての知識を学び、天体観測を行なったり、天体の動きを計算したりする。授業は深夜の時間帯に、ホグワーツで1番高い天文塔の屋上で行われる。天文塔は授業以外では立ち入り禁止となっている。
教授 - オーロラ・シニストラ
魔法薬学
第1学年からの必須科目。魔法薬やその材料についての知識を学び、魔法薬の調合を実践する。地下牢教室で行なわれる。
セブルス・スネイプがスリザリン生を露骨に贔屓し、些細な理由で他の寮の点数を減らし、とくにハリーを目の敵にするため、ハリーにとってはもっとも嫌いな科目のひとつ。第6巻でホラス・スラグホーンが教鞭を取ってからは、スリザリン生に対する贔屓はなくなり、ハリーも目の敵にされなくなったため、状況は一変し、得意科目のひとつとなる。同巻では、受講人数が少なすぎるため、4寮での合同授業を行なう。
教授 - セブルス・スネイプ（第1巻 - 第5巻）→ホラス・スラグホーン（第6巻、第7巻）
飛行訓練

第1学年からの必須科目。ただし、授業の描写が第2巻以降なく、O.W.L.試験も課されない（ゲームでは2年生以降でも受講可能）。
箒（ほうき）に乗って飛ぶことを訓練する。マグルの学校の体育の授業に相当する。
ハリーたちの学年の初めての授業では、ネビル・ロングボトムが箒の制御に失敗し負傷する。その際、ドラコ・マルフォイがネビルの思い出し玉を奪って放り投げ、ハリーが箒に乗りながらキャッチを披露したのが偶然マクゴナガル教授の目に止まり、ハリーがグリフィンドールのクィディッチ・チームに入団するきっかけとなる。
教授 - ロランダ・フーチ
占い学
第3学年からの選択科目。未来を予見する方法を学び、実践する。魔法のなかでは不確定な分野であり、ハーマイオニーやマクゴナガルは占い学を嫌っている。内容としては、お茶の葉占いや水晶玉占いがある。
教授 - シビル・トレローニー、フィレンツェ（ - 第5巻、共同担当）
マグル学 / 非魔法族学
第3学年からの選択科目。魔法界の視点からマグルの文化を考察する。占い学と同じ時間に授業がある。3人組ではハーマイオニーだけが受講するが、のちに受講しなくなる。
第7巻で担当のバーベッジが「日刊予言者新聞」にマグルを擁護する主張を載せたためヴォルデモートに殺害され、スネイプが校長になって以降はアレクト・カローが着任。必須科目に変更される。変更後はマグルを差別し、純血主義を尊重する授業となる。ヴォルデモートの死後、この科目がどのような内容となるかは描かれていない。
教授 - クィリナス・クィレル（ - 第1巻）→チャリティ・バーベッジ（第1巻 - 第6巻）→アレクト・カロー（第7巻）
数占い学
第3学年からの選択科目。授業内容は描かれていない。3人組ではハーマイオニーだけが受講し、気に入る科目である。占い学と同じ時間に授業がある。
教授 - セプティマ・ベクトル
魔法生物飼育学
第3学年からの選択科目。生物相当。魔法生物を観察し、その生態や飼育方法などを学ぶ。この教科でのみ禁じられた森に入ることが許される。第3巻より、ケトルバーンに代わり、ルビウス・ハグリッドが就任する。
教授 - シルバヌス・ケトルバーン（ - 第2巻）→ルビウス・ハグリッド（不在の場合、代理教師のウィルヘルミーナ・グラブリー＝プランク）
古代ルーン文字学
第3学年からの選択科目。ルーン文字などを学ぶ。3人組ではハーマイオニーだけが受講し、得意科目とする。
教授 - バスシバ・バブリング
その他、ゲームオリジナルの教科として「魔法理論」「錬金術」「美術」「音楽」「グール学」などがある。

### 試験
O.W.L試験
Ordinary Wizarding Levels（普通魔法レベル試験）の頭文字を取って「O.W.L（ふくろう）」と呼ばれ、5年生の学期末に2週間をかけて実施される。将来の仕事に影響する重要な試験で、O.W.Lで一定の成績を修めた生徒だけが6年生からのN.E.W.Tレベルの授業に進むことができる。
試験官は魔法省の魔法試験局から派遣され大広間が試験会場となる。試験のときにはホグワーツ大広間の4寮のテーブルは片付けられ、代わりに個人用の小さな机が教職員テーブルの方に向けて設置される。監督の先生の机には予備の羽根ペン、インク瓶、羊皮紙の巻紙の他、試験時間を計るための巨大な砂時計が置かれる。筆記試験のペーパーにはもっとも厳しいカンニング防止呪文が掛けられ、自動解答羽根ペン、思い出し玉、取り外し型カンニング用カフス、自動修正インクなどは当然持ち込み禁止である。
成績は点数ではなく6段階評価で行なわれ、高い順に「優・O」（大いに宜しい）、「良・E」（期待以上）、「可・A」（まあまあ）、「不可・P」（良くない）、「落第・D」（どん底）と続き、最低は「トロール並み・T」である。「O」から「A」までが合格であり、「P」以下は不合格である。結果は7月中にふくろう便によって伝えられる。
第5巻では、5年生になったハリー・ポッター、ロン・ウィーズリー、ハーマイオニー・グレンジャー、ネビル・ロングボトム、ディーン・トーマス、シェーマス・フィネガンがこの試験を受ける。
作者のローリングによると取得できる最大の学科数は12。イギリスでは義務教育が終わる16歳で受験するGCSEという中等教育修了試験があり、かつてはその中に、普通を意味する英語の "Ordinary" から「Oレベル」と呼ばれる普通レベル試験があった。「O.W.Ls」（普通魔法レベル試験）はそれをもじったもの。1988年以降、Oレベル試験はGCSE「一般中等教育修了試験」に統合されている。
N.E.W.T試験
Nastily Exhausting Wizarding Test（めちゃくちゃ疲れる魔法テスト）の頭文字を取って「N.E.W.T（いもり）」と呼ばれ、7年生の学期末に実施される。マグルの世界におけるA-Level「一般教育修了上級レベル」に相当。

### ホグワーツ特急

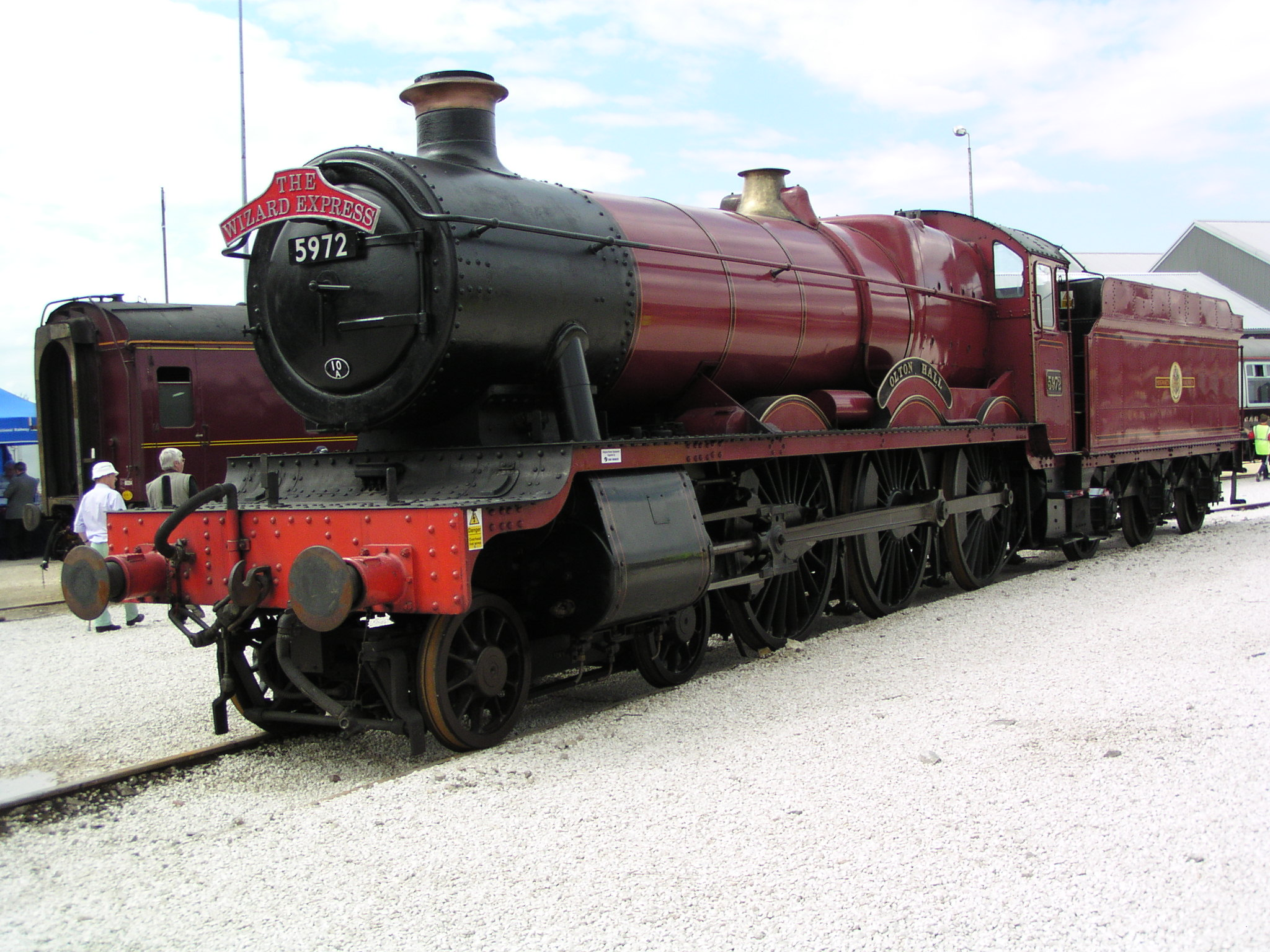
ホグワーツ特急（映画の撮影用）

ホグワーツへの移動手段として用いられる特急列車。車体は紅色で、金文字で「ホグワーツ特急」と書いてある。キングス・クロス駅の9番線と10番線の間の柵を通り抜けると「9と3/4番線」のホームがあり、そこにホグワーツ特急がある。毎年9月1日の午前11時に発車し、夜にホグズミード駅に着く。
以前は生徒の送迎は保護者の責任の下多様な形で行われていたが、1692年の国際機密保持法成立以降はより目立たない移動手段が求められるようになった。ポートキーでの登校は失敗しやすく(最大で全校生徒の3分の1が学校に着くことができなかった)、煙突飛行は保安上好ましいものではなかったため、オッタライン・ギャンボル魔法大臣の発案でマグルの道具である汽車が利用されることとなった。
車内では販売員の魔女によって蛙チョコレートや百味ビーンズ、かぼちゃジュースなどの菓子類が売られている。
キングズ・クロス駅には、ほかにも複数の隠されたホームが存在し、例えば「7と1/2番線」からは、ヨーロッパ大陸にある魔法使いだけの村に行く列車に乗車することができる（J・K・ローリングは「オリエント急行のような」と述べている）。また、ドビーが行なうように、魔法によって柱の入り口を閉じることもできる。

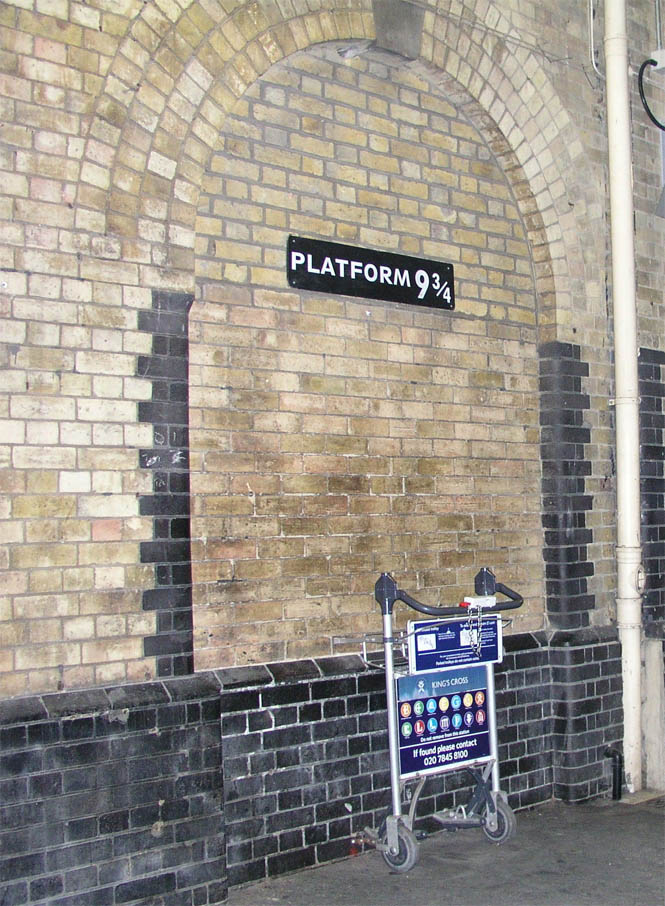
実際にキングス・クロス駅に作成された看板

キングス・クロス駅には、小説や映画を見た人たちから「本当に存在するのか」といった問い合わせや、見学に訪れる人が相次いだため、駅は9と3/4番線の看板を作成し、9・10番線ホーム入口脇に掲げている。また、その下にはキングズクロス駅の荷物カートが半分壁に突っ込んだ状態で設置されている。実際の9・10番線はほかのホームと独立した行き止まり式2面2線配置のため、線路間には降りられない。しかし、1世紀の女王の墓が9または10番線の下にあるという伝説がある。
映画版では、ウェストコーストレールウェイ社が所有する、グレート・ウェスタン鉄道が1937年に製作したホール級蒸気機関車の5972号機「オルトンホール」を使用した。その際、塗装が変更されるとともに、「ホグワーツキャッスル」の銘板が用いられた。2007年3月10日、この撮影に用いられた客車が車庫で窓ガラスなどを破壊される被害にあった。また、ホグズミード駅はイングランド北部ノース・ヨークシャー州を走る保存鉄道であるノース・ヨークシャー・ムーアズ鉄道のゴースランド駅が使用された。

### ダンブルドア軍団
第5巻で魔法省から派遣され「防衛術」の教授に就任したドローレス・アンブリッジの「実技を学ばせない」という授業方針に抵抗すべく、ハーマイオニー・グレンジャーが一部の生徒たちを集め、生徒のみで実技的な「闇の魔術に対抗する防衛術」を学ぶために結成した学生間の自治組織。それまでに4度ヴォルデモートの手から逃れ、闇の魔術に対する防衛術のエキスパートとなっていたハリー・ポッターをリーダーおよび教師として防衛術を学ぶ。提案者であるハーマイオニーが司会として組織を切り盛りする。
名称は2回目の会合にてチョウ・チャンが「防衛協会（Defense Association）」を提案し、そのイニシャル「DA」が「ダンブルドア軍団（Dumbledore's Army）」の略にもなることに気づいたジニー・ウィーズリーの一言で、「ダンブルドア軍団」が正式名称に決まる。こうした経緯から「DA」と略して呼ばれることもある。アルバス・ダンブルドアは6巻で死亡するが、以降も名称はそのまま用いられる。
会合は基本的に週1回のペースで行われ、会合の日時は当初は口で伝えていたが、5回目からは偽のガリオン金貨を通じて伝達を行っていた。この偽金貨はハーマイオニーによって「変幻自在術」が掛けられており、ハリーが会合の日時を決め、偽金貨の縁に刻まれた数字を変化させると、ほかの金貨も自動的に変化し、金貨の数字が変化すると金貨自身が加熱し、メンバーが気付くという仕組みになっている。これは、ヴォルデモートが死喰い人を招集するときの仕組みを、ハーマイオニーが応用したものである。
会合に当たって
- 教授陣（とくにアンブリッジ）に見つからない
- 約30人が収容できる広さを持つ
- 呪文が飛び交っても差し支えない

などの条件を満たす場所はなかなか見つからなかったが、ドビー（映画版ではネビル・ロングボトムが偶然発見）の情報提供により、2回目以降「必要の部屋」で会合が行われるようになる。部屋の中は壁際には本棚が並んでおり、床には椅子の代わりに大きな絹のクッションが置かれている（「失神術」の練習に利用される）。また、「敵鏡」「かくれん防止器」「秘密発見器」など、闇の検知器も多数置かれる。
メンバーは全員、ホッグズ・ヘッドでの初会合の時に羊皮紙に署名を行っている。この羊皮紙にはハーマイオニーが呪いをかけ、裏切った者には制裁を加えることになる。メンバーは以下の通り（第5巻時点）。
グリフィンドール
7年 - フレッド・ウィーズリー、ジョージ・ウィーズリー、リー・ジョーダン、アンジェリーナ・ジョンソン、アリシア・スピネット
6年 - ケイティ・ベル
5年 - ハリー・ポッター、ロン・ウィーズリー、ハーマイオニー・グレンジャー、ネビル・ロングボトム、パーバティ・パチル、ラベンダー・ブラウン、ディーン・トーマス、シェーマス・フィネガン（途中加入）
4年 - ジニー・ウィーズリー、コリン・クリービー
2年 - デニス・クリービー（映画版ではナイジェル・ウォルパート）
ハッフルパフ
5年 - アーニー・マクミラン、ジャスティン・フィンチ＝フレッチリー、ザカリアス・スミス、ハンナ・アボット、スーザン・ボーンズ
レイブンクロー
6年 - チョウ・チャン、マリエッタ・エッジコム
5年 - アンソニー・ゴールドスタイン、マイケル・コーナー、テリー・ブート、パドマ・パチル
4年 - ルーナ・ラブグッド
ハリーの指導のもと、「武装解除術」という基本から始まる訓練であったが、最終的にはO・W・Lレベルを超えた「守護霊の呪文」にまで及ぶ。とくにネビルはDAに参加するまでは「武装解除術」ですら一度も成功させられない状態だったが、「盾の呪文」に関してはハーマイオニーに次いで早く習得するなど、著しい進歩を遂げる。
マリエッタがアンブリッジに密告した（映画版では、チョウがセブルス・スネイプの「真実薬」によって告白させられる）ことで組織の存在が公になって以降は活動を休止するが、5巻終盤の神秘部の戦いではロン、ハーマイオニー、ジニー、ネビル、ルーナが同行する。その後、アンブリッジの退職に加え、メンバーの多くが進級・卒業・退学し多忙になったため、6巻ではふたたび活動休止状態になるが、終盤の天文塔の戦いでは再びハリー、ハーマイオニー、ロン、ジニー、ネビル、ルーナが呼びかけにこたえる。7巻ではハリー、ロン、ハーマイオニーの不在に伴い、ネビル、ジニー、ルーナを中心に学生を集め、死喰い人の息の掛かった教授陣への抵抗活動を展開する。
ホグワーツ城で行なわれる最終決戦では学校を卒業したメンバーも駆けつけ、未成年も含め多くのメンバーが参加する。フレッドとコリン（映画版ではラベンダー）が戦死するが、その他のメンバーは生き残る。

## ダイアゴン横丁
魔法使いや魔女が必要とする、ありとあらゆる魔法道具が売られている横丁。ロンドンにあるパブ「漏れ鍋」の裏庭にある壁の特定の煉瓦を杖で叩くと、ダイアゴン横丁に入ることができる。
横丁名は対角線を意味する「diagonal」からで、英語でDiagon Alley（ダイアゴン横丁）というとDiagonally（斜めの）と同じ発音になり、建物も斜めに建てられている。また、「夜の闇横丁」に隣接している。

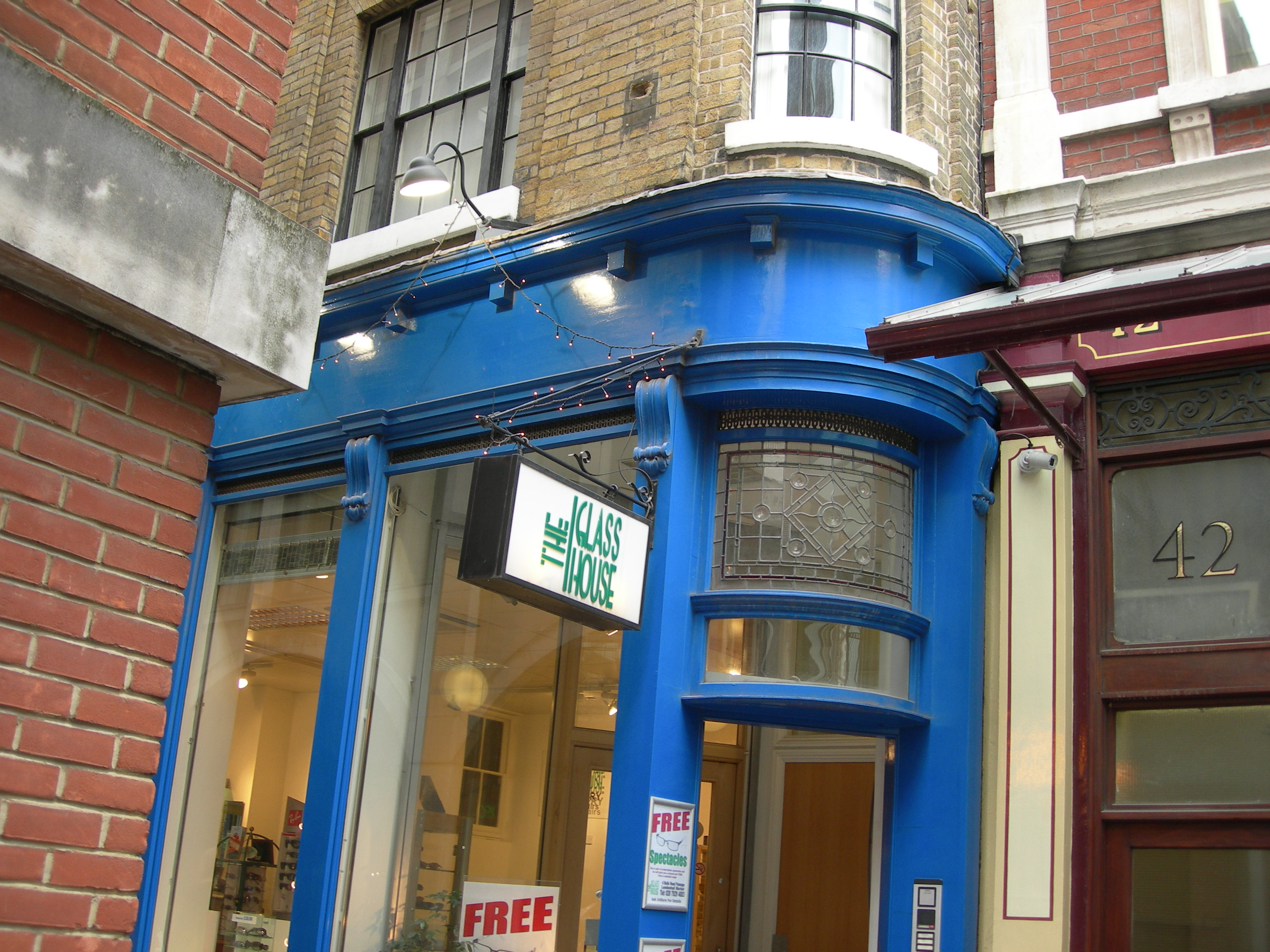
漏れ鍋の入口のモデル

漏れ鍋

デイジー・ドッダリッジが創業した、マグルのロンドンとダイアゴン横丁を繋ぐパブ。同時に宿屋も兼ねており、第3巻でダーズリー家を出たハリーがしばらくのあいだ滞在する。第3巻時点での亭主はトムという頭のはげた老人で、物語終了後はハンナ・アボットが亭主になる。
本屋とレコード屋に挟まれており、ほとんどのマグルはこの店の存在に気付くこともなく通り過ぎる。第6巻におけるアルバス・ダンブルドアとトム・マールヴォロ・リドルの会話のなかで、マグルには「漏れ鍋」を視認することさえ不可能であることが示唆されている。ただし「漏れ鍋」の存在を知っていれば中に入ることはできるようで、第2巻ではハーマイオニー・グレンジャーの両親が入店する。
映画『アズカバンの囚人』では、店の出入り口をシトロエン・エグザンティアで塞いでおり、客が店を訪れると車の警報装置が作動して店内に知らせる仕組みになっている。撮影した場所はレデンホール・マーケットの眼鏡屋で、映画のなかでハリーが使用しているものに似た眼鏡も飾られている。
グリンゴッツ魔法銀行
魔法界唯一の銀行。ゴブリンが経営している。ただしビル・ウィーズリーやフラー・デラクールのように、グリンゴッツに勤務する魔法使いや魔女もいる。地下金庫の管理、マグルの通貨との両替、財宝の発掘などを行なっている。
建物はダイアゴン横丁と夜の闇横丁の交差点付近にあり、ひときわ高くそびえ立っている。金庫は地下深くにあり、大理石のホールからトロッコを使って金庫へ向かうという仕組みになっている。
地下金庫へ向かう道の途中には、「盗人落としの滝」と呼ばれる、侵入者の魔法や呪いを洗い流す防衛装置が存在する。また金庫のなかには、ゴブリンでなければ開けることができない金庫や、ドラゴン（映画版ではウクライナ・アイアンベリー種のドラゴン）によって守られている金庫が存在する。こうした厳重な警備から、ルビウス・ハグリッドは「ホグワーツ以外でもっとも安全な場所」と語るが、作中では2度金庫が破られる。
第7巻において、分霊箱が盗まれ激怒したヴォルデモートによってほとんどの職員が殺害される。
オリバンダー杖店
紀元前382年創業の老舗の杖専門店。店主はギャリック・オリバンダー。
この店で販売されている杖の芯にはユニコーンの毛、ドラゴンの心臓の琴線、不死鳥の尾羽のいずれかが使われている。
フローリアン・フォーテスキュー・アイスクリームパーラー
アイスクリーム専門店。店主はフローリアン・フォーテスキュー。
第3巻では、ハリーがここのテラスで夏休みの宿題をする。その際、中世の魔女狩りについて非常に詳しい店主は、ハリーの宿題を手伝った上にサンデーを30分ごとにおごる。
第6巻で、店主が失踪したために閉店状態となる。
フローリシュ・アンド・ブロッツ書店
書店。魔法界のさまざまな書物を扱っており、ホグワーツの教科書もすべて揃っている（指定教科書に対応して品揃えを変更するためである。そのため、教科書によっては本の大量紛失によって赤字になるといった憂き目に遭う）。通販も受け付けている。
第2巻では、ギルデロイ・ロックハートのサイン会を行なう。
魔法動物ペットショップ
ヒキガエルやネズミなどのペット用魔法生物（ふくろうを除く）の店。ハーマイオニーの猫クルックシャンクスはここで購入。「ネズミ栄養ドリンク」も購入可能。
イーロップのふくろう百貨店
ふくろう専門店。ハリーのペットとなるヘドウィグは、ここでハグリッドが購入する。
高級クィディッチ用品店
一流のクィディッチ用具の販売店。ファイアボルトなどが売られている。
高級箒用具店
高級クィディッチ用品店とは別の店らしい。
ポタージュの鍋屋
魔法薬の調合に使う鍋を売る店。大小色々、銅、真鍮、錫、銀、自動かき混ぜ鍋、折り畳み式と品揃えは豊富。
薬問屋
悪くなった卵と腐ったキャベツの混じったような悪臭がする。いろいろな魔法薬の材料が売られている。
ギャンボル・アンド・ジェイプスいたずら専門店
魔法の悪戯（いたずら）道具専門店。
ウィーズリー・ウィザード・ウィーズ
フレッド・ウィーズリーとジョージ・ウィーズリーが開業するイタズラ専門店。ダイアゴン横丁93番地にある。商品は「ハリー・ポッターシリーズの用語一覧」を参照。
営業自体は以前から通販というかたちで行われていたが、店舗を構えるのは第5巻で二人がホグワーツを中退してからである。店舗を構えてからは、ますます繁盛しているらしい。ホグワーツではこの店の商品は全面禁止にされるが、ほかのイタズラ道具の禁止令と同様に生徒に完全に無視される。WWWも通販では中身を偽装して、教師のチェックをすり抜けられる届け方をするというサービスがある。第6巻では、ベリティという従業員が勤めている。
ふたりに開業資金を提供したハリーはこの店で優待され、どこで手に入れたか宣伝するという条件付きで、無料で好きな商品を譲ってもらえる。
マダム・マルキンの洋装店
マダム・マルキンが経営する衣料専門店。普段着から式服まで扱っており、ホグワーツの制服も購入できる。第1巻『賢者の石』で、ハリーがドラコ・マルフォイと初めて出会う場所でもある。また第6巻では、ハリーたちがドラコと母ナルシッサに出会い、口論になる。

## 夜の闇横丁（ノクターン横丁）
ダイアゴン横丁に隣接する町で、怪しげな店が多い。
ボージン・アンド・バークス
ボージンとカラクタカス・バークの二人が創設した店で、輝きの手や姿をくらますキャビネット棚の片方など、怪しげな魔法の品が多い。また、売るだけではなく買い取ることもしばしばある。
若き日のトム・マールヴォロ・リドルもホグワーツを卒業した後、一時期この店で働いていて、上得意客のヘプジバ・スミスに、彼女の所有するゴブリンの鍛えた甲冑の買い取りの交渉を行っていた。

## ホグズミード村

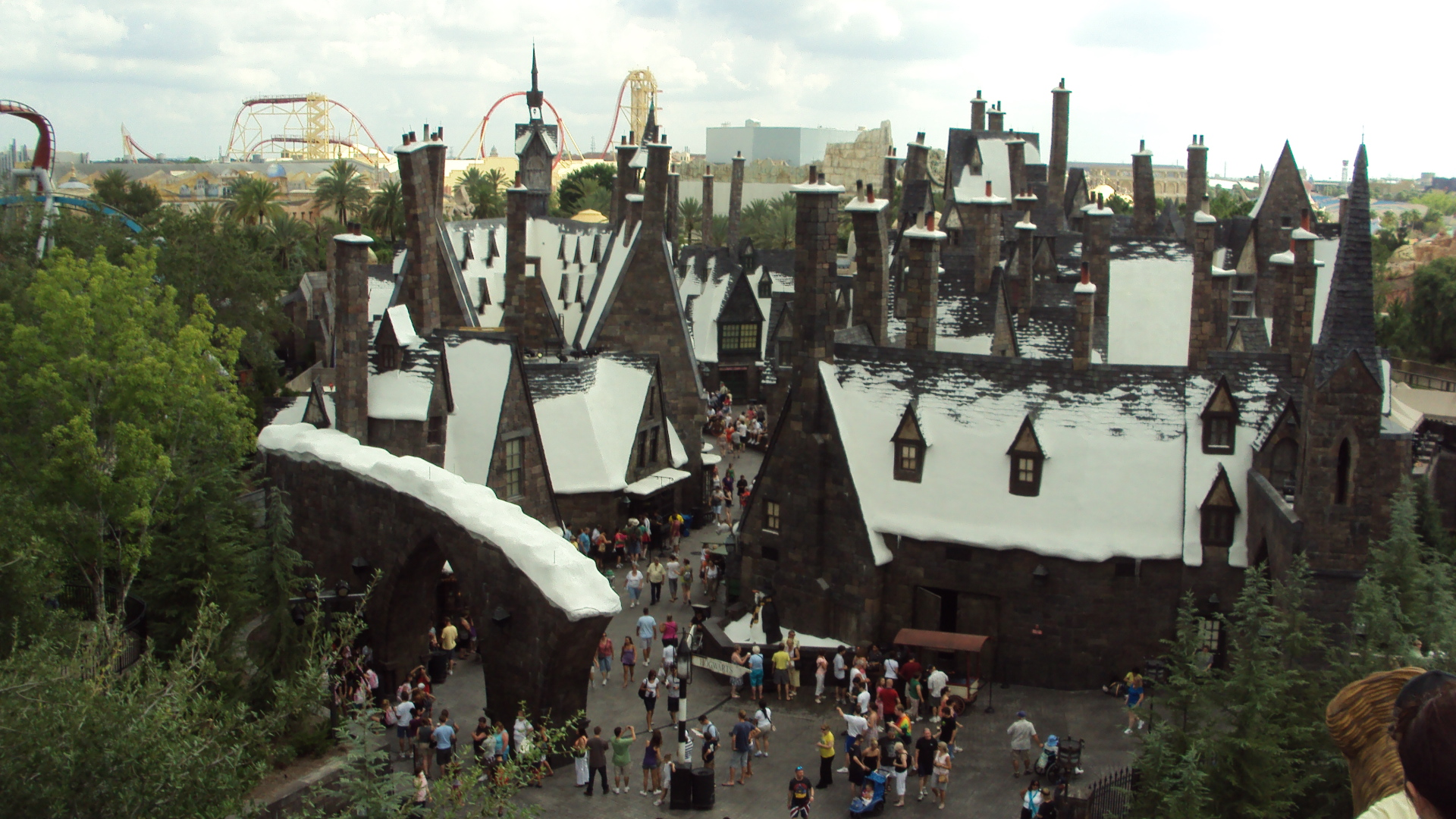
ユニバーサル・オーランド・リゾートのウィザーディング・ワールド・オブ・ハリー・ポッターにおけるホグズミード村

イギリスで唯一、住民が魔法族のみという村。ホグワーツの生徒は3年生になると、保護者から許可証にサインをもらうことで、定められた日にこの村を訪れることが可能になる。6年生以上は姿現しの試験・練習場所としても使用する。
ハリーは、第3巻でダーズリー夫妻から許可証にサインをもらえず、3年生のときは正式に村を訪れることができない。しかし同巻終盤でハリーの後見人であるシリウス・ブラックが許可証にサインし、第4巻以降は正式に行けるようになる。

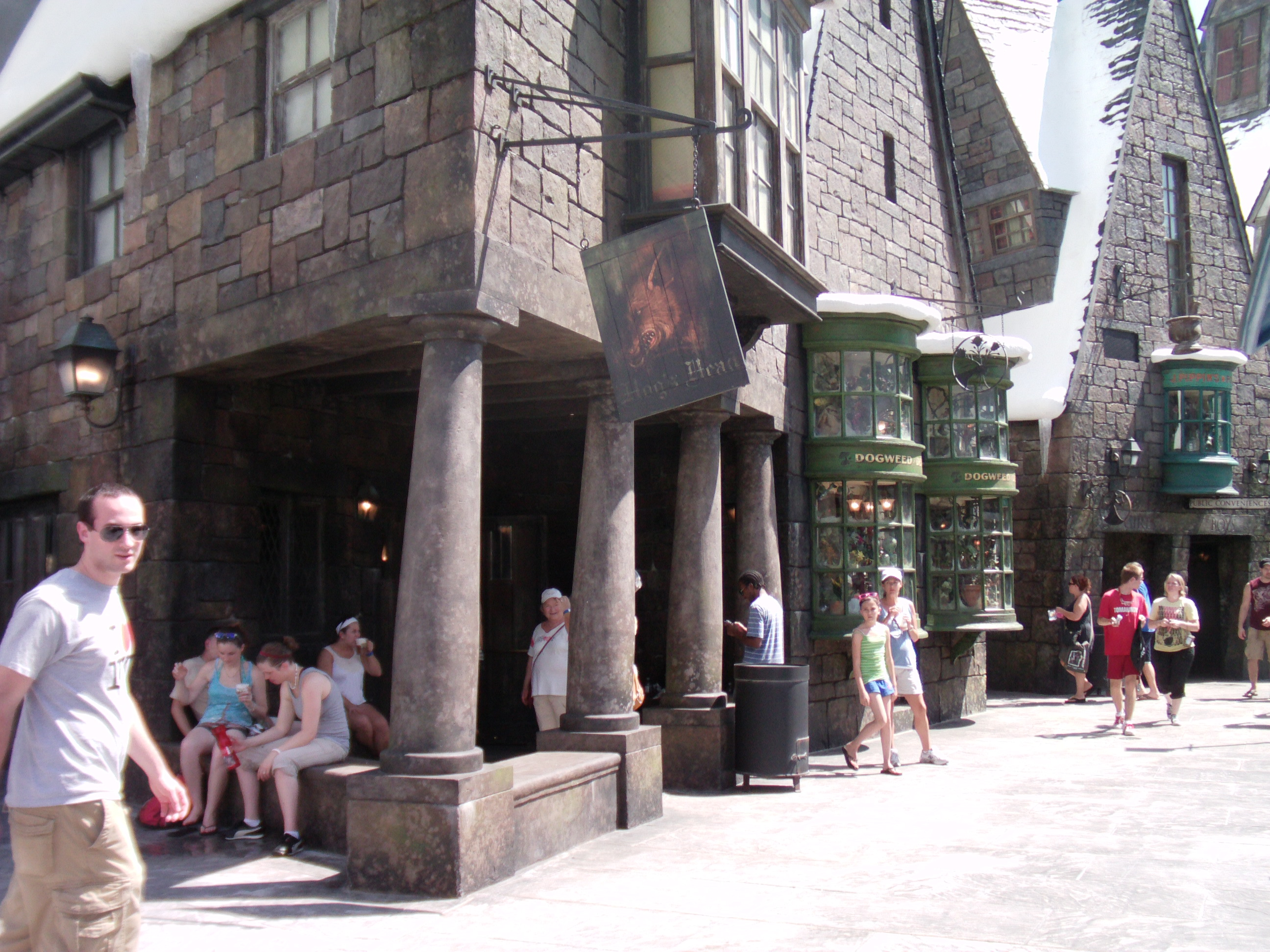
ホッグズ・ヘッド外観

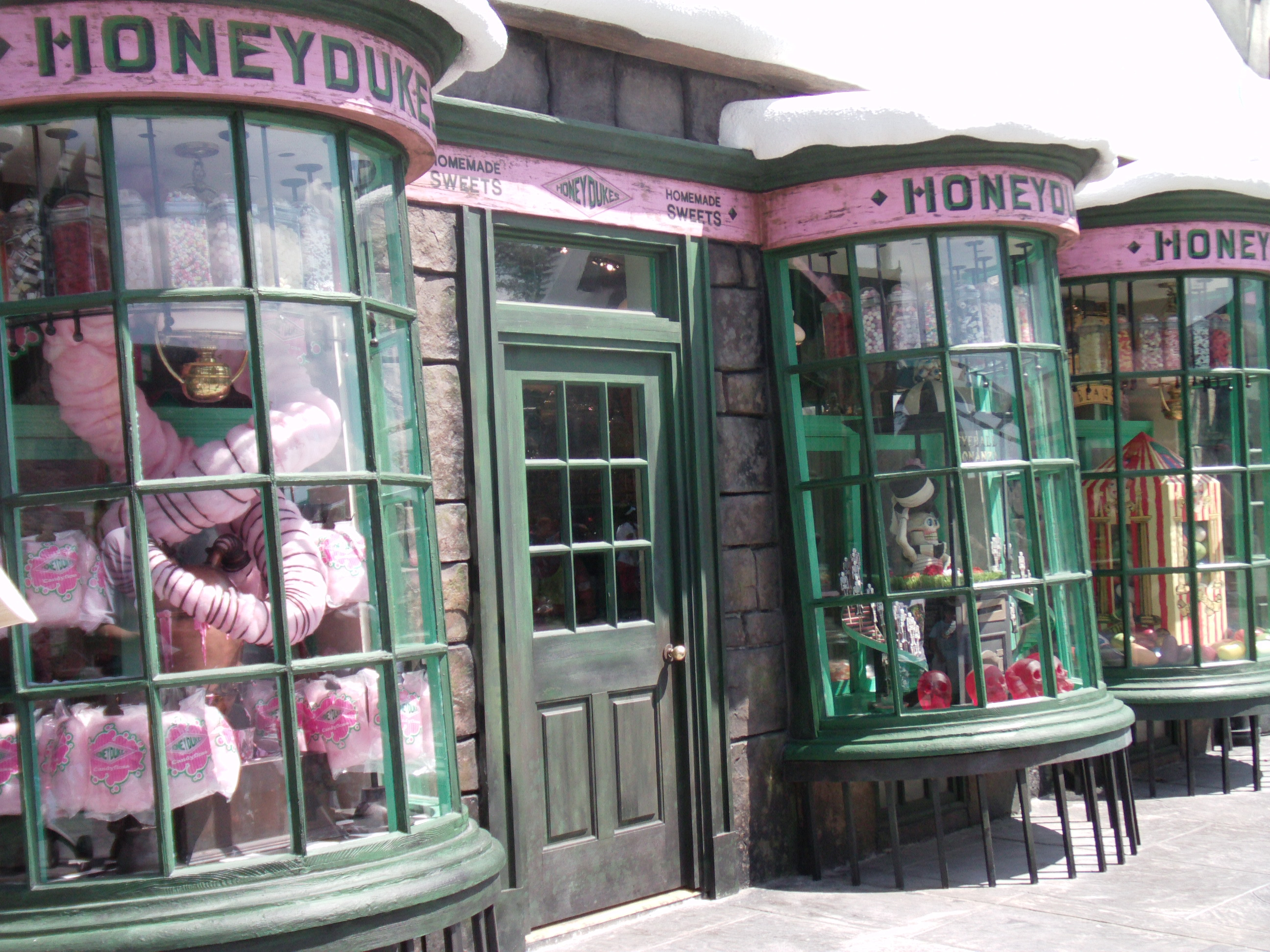
ハニーデュークス外観

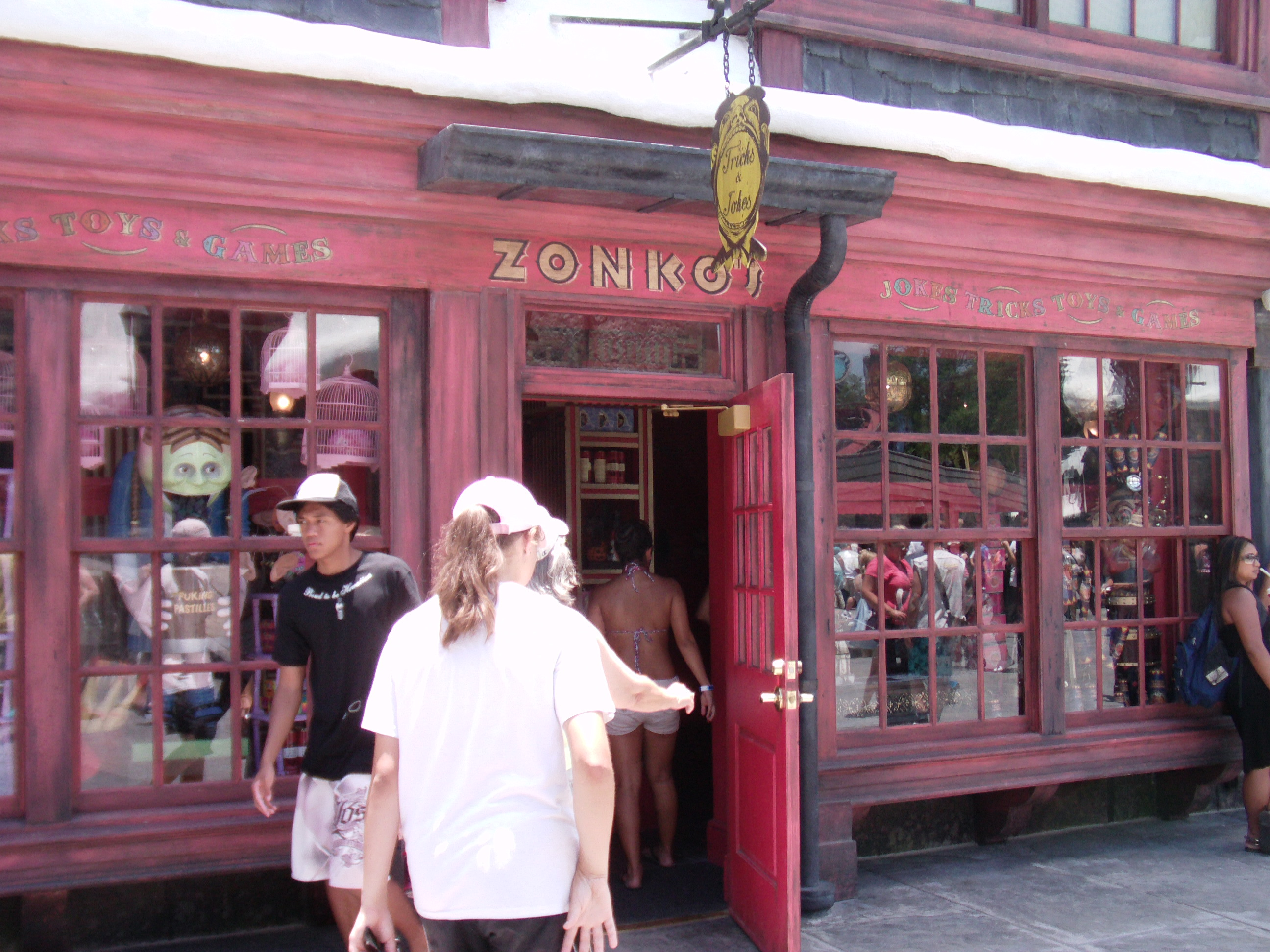
ゾンコ外観

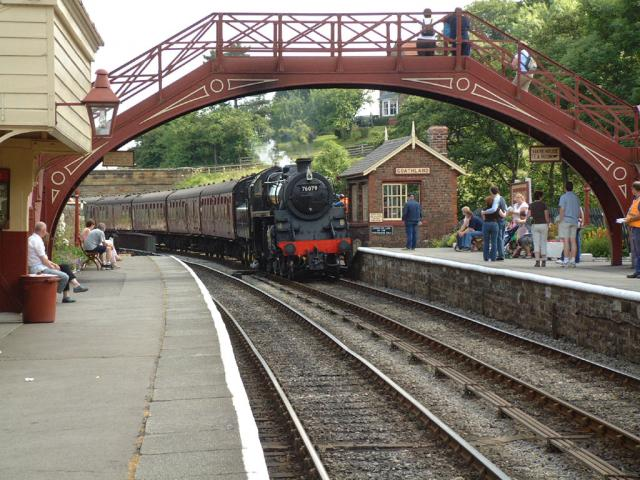
映画シリーズでホグズミード駅として撮影に使用されたゴースランド駅

三本の箒
マダム・ロスメルタが店主を務める、明るく賑やかなパブ。ホグワーツの生徒や教職員もよく出入りしている。名物はバタービール。
ホッグズ・ヘッド
「三本の箒」に比べると陰気な印象のパブで、店頭にはイノシシの頭が飾られている。前科者やミイラ男、吸血鬼などが多数出入りしている。バーテンはアルバス・ダンブルドアの弟のアバーフォースである。店内には、アバーフォースの妹アリアナの肖像画が飾られている。第5巻では、ダンブルドア軍団の結成の際に密会場所として用いられる。
ゾンコ
魔法の悪戯道具の専門店。フレッドとジョージはウィーズリー・ウィザード・ウィーズへの吸収合併を狙う。
ハニーデュークス
菓子店。マグルも知っている菓子から、百味ビーンズなど魔法界独自の菓子までが揃っている。ホグワーツ城4階の「隻眼の魔女」の像に隠された抜け道が、この店の倉庫に通じている。ハリーは第3巻でこの抜け道を利用している。
マダム・パディフットの店
喫茶店。ピンクを基調とした店で、フリルでところ狭しと飾っている。カップルの溜まり場で、チョウ・チャンが気に入っている場所。
ダービッシュ・アンド・バングズ魔法用具店
魔法の機械などを扱う店。
スクリベンシャフト羽根ペン専門店
ショーウィンドーに、雉羽根のペンがスマートに並べられている。ここでハーマイオニーが新しい羽根ペンを購入する。
グラドラグス魔法ファッション店
魔法の洋服の買える店。金と銀の星が点滅する靴下や、あまり臭くなると大声で叫ぶ靴下もある。ロンドン店、パリ店も存在する。
ホグズミード郵便局
二百羽ほどのふくろうが、みな棚にとまっている。郵便の配達速度によって、ふくろうが色分けしてある。
ホグズミード駅
ホグワーツ特急の発着場。
叫びの屋敷
人の気配がまったくないのに、満月の晩に不気味な叫び声が聞こえてくるという古びた屋敷。ホグワーツ城の「暴れ柳」の地下から通じている。
じつは、狼人間であるリーマス・ルーピンの入学に際して、変身したときにほかの生徒に危害を加えないよう用意された隔離施設。暴れ柳も、叫びの屋敷との行き来を防ぐために、彼の入学と同時に植えられたものである。
第3巻の終盤で、シリウス・ブラックが引き起こしたと言われている事件の真相が明かされる場所である。第7巻終盤でのホグワーツ最終決戦ではヴォルデモートが滞在し、セブルス・スネイプが最期を遂げる場所でもある（映画版ではボートハウスに変更されている）。

## イギリス魔法省本庁

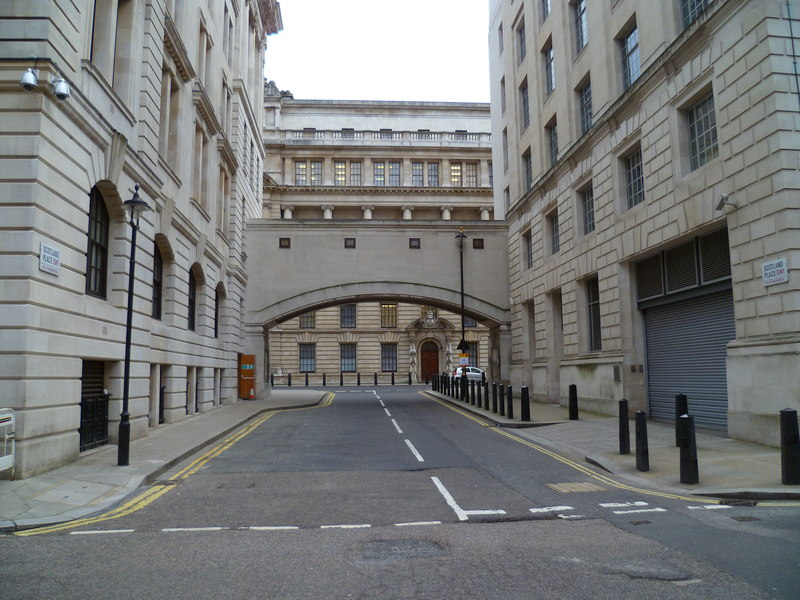
映画『ハリー・ポッターと不死鳥の騎士団』で魔法省の外来者用入口である電話ボックスの付近として撮影に使用されたロンドン・ウェストミンスターのスコットランド・プレイス

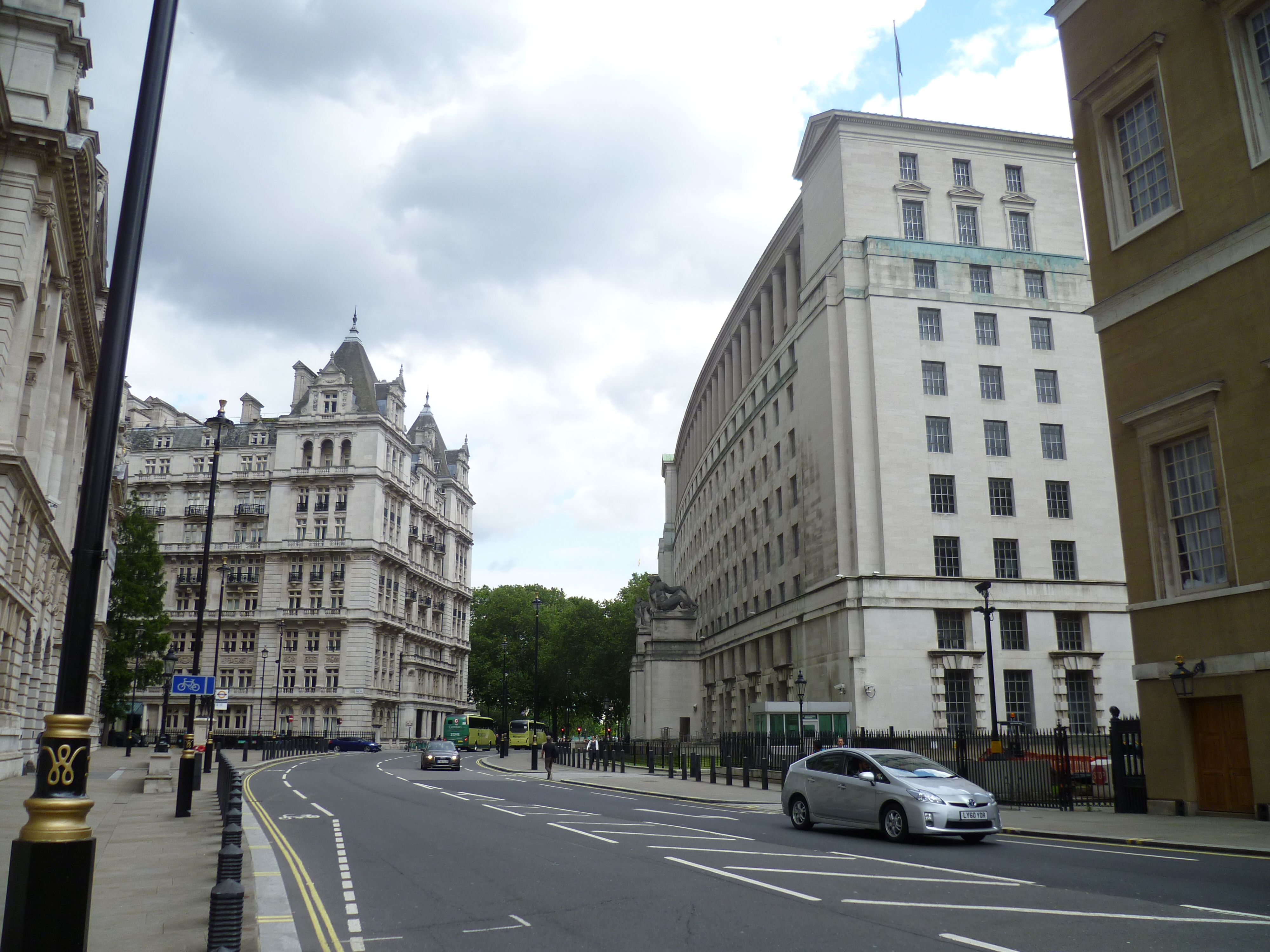
映画『ハリー・ポッターと死の秘宝 PART1』で魔法省への入口となる公衆トイレ付近として撮影に使用されたロンドン・ウェストミンスターのホース・ガーズ・アベニュー

ロンドンの地下に存在する機関「魔法省」の本庁。魔法でマグル（非魔法族）が侵入することは絶対にないようにしている。略称は「M.O.M」。作中ではイギリスのみならず、それぞれの国・地域の魔法政府機関があるとされている。英国魔法省は魔法使い評議会（The Wizards' Council）を前身とする公的機関で、司法・外交・運輸などマグルの官公庁同様の仕事のほか、魔法族および魔法生物の存在をマグルから秘匿すること、闇魔術から魔法界の秩序と安全を守ることを目的としている。

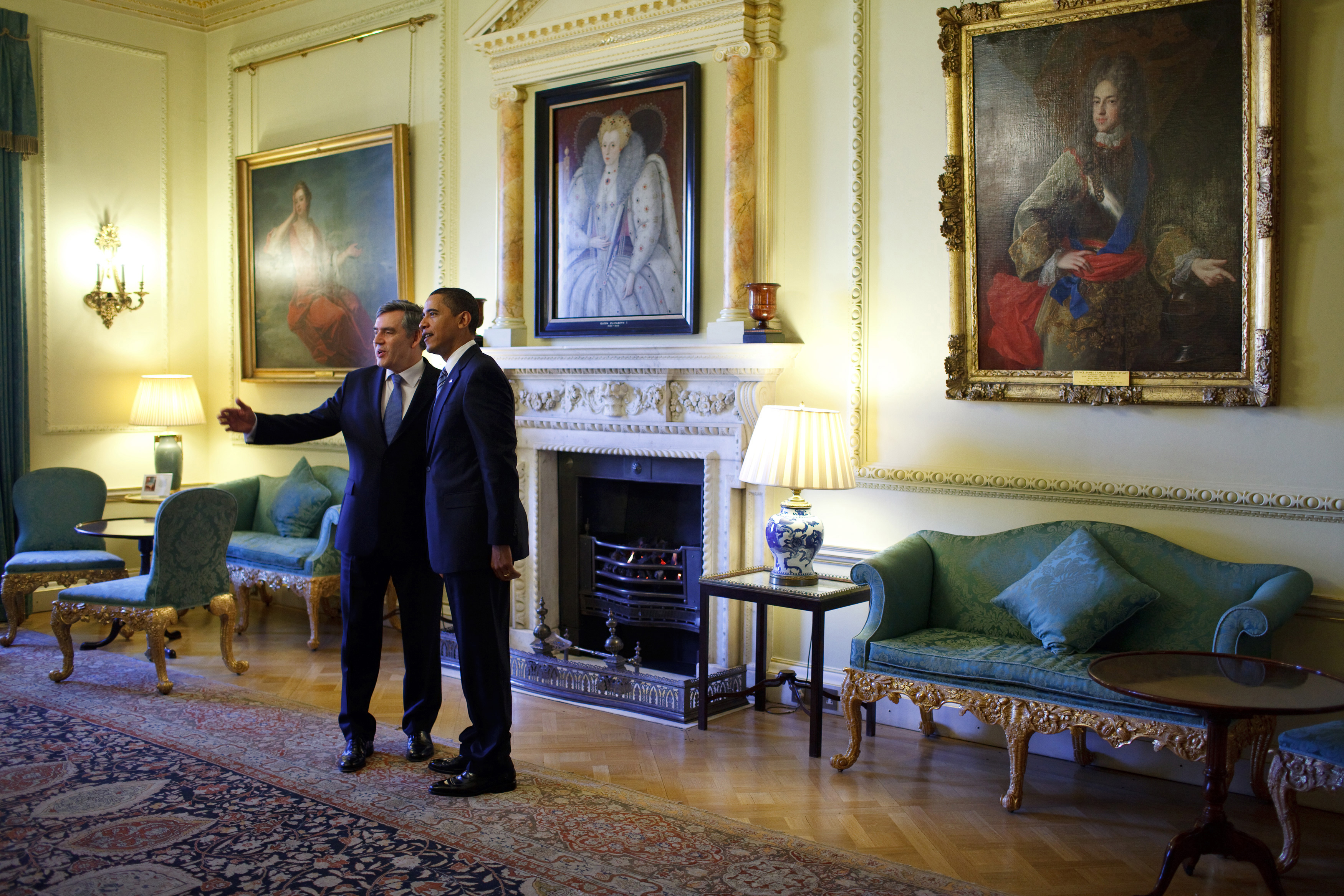
現実におけるイギリス首相官邸内部

イギリス魔法界の最高権力者は魔法大臣で、マグルの首相と同格である。マグルの首相の執務室の肖像画または暖炉を通じ、直接連絡を取ることが可能だが、平時には互いの就任時に挨拶を交わすのみである。議会はなく、裁判所も省の一機関であるなど権力分立はされておらず、恣意的な法令・判決が出ることもある。また賄賂や縁故の横行といった、1990年代には腐敗している様子も描写されている。
本庁は地下ではあるが、魔法によって自在に景色・天候を変えられる窓が存在する。在勤者は、煙突飛行ネットワークで通勤するため、地下8階のアトリウムの壁際に暖炉が多数設置されている。第7巻では煙突飛行ネットワークが高官のみに制限され、一般職員は公衆トイレの個室で自分自身を流すことでアトリウムに着くようになった。外来者用の入口は赤い電話ボックスになっており、6・2・4・4・2のダイヤルを通すと釣り銭口から出てくる銀色のバッジを付けると、ボックスの床部分から抜け落ちて魔法省のアトリウムに着く。異なる部署同士の連絡には昔はふくろうを使っていたが、建物が糞だらけになるため、魔法のかかった連絡用紙飛行機を使っている。
魔法大臣室
魔法大臣および補佐官が出入りしている。
魔法法執行部
魔法法の執行を担当する。
魔法警察部隊 / 魔法警察パトロール
いわゆる「警察」に相当。通常の犯罪者の調査・逮捕が主要な任務。凶悪犯には特殊部隊が対応する。
闇祓い本部 / 闇祓い局
闇の魔法使いの捜査・逮捕、および公的施設や重要人物（マグルの要人を含む）の護衛を主とする対テロ組織。本部での厳しい適性検査、採用後3年の訓練課程を経て、闇祓いとなる資格が得られる。在学中には闇の魔術に対する防衛術の他に変身術、呪文学、魔法薬学の成績が重視される。きわめて優秀な人材しか採用されず、合格者が出ない年もある。これらの厳しい採用基準から狭き門と言われる。階級のようなものも存在している。闇の魔法使いとの戦闘機会が多いゆえに職務中の殉職、後遺症の残る重傷を負う者も少なくないが、総じて戦闘能力は高く、騎士団と同様、死喰い人に警戒されている。
ヴォルデモートが台頭した1970年代には、当時の魔法法執行部部長バーテミウス・クラウチ・シニアによって、闇の魔法使いに対し「許されざる呪い」使用も許可され、犯人殺傷の権限が追加された。この当時は死喰い人と戦うことが主任務であったが、ヴォルデモートが復活したあとはコーネリウス・ファッジが復活を信じなかったために死喰い人との戦闘機会はほとんどなく、スクリムジョールの死亡によって魔法省が掌握された後は、ハリーの保護にも関与できなくなる。そのため、ヴォルデモートの手に落ちた魔法省の命令に従う者とアルバス・ダンブルドアの呼びかけにこたえ、不死鳥の騎士団として協力する者に二分される。
魔法不適正使用取締局
不適正な魔法の使用を取り締まる。第2巻でハリーはこの局から公式警告状を受け取る。
マグル製品不正使用取締局
魔法のかかったマグル製品を取り締まる。局員は2人だけだが、第6巻で局長が昇進し、その後この局がどうなるかは描かれていない。魔法界とは関連性が薄い部署であることから、立場は低く、給料も高くないようである。
偽の防衛呪文ならびに保護器具の発見ならびに没収局
ヴォルデモートや死喰い人への恐怖につけ込んで売られている怪しげな物品の没収、および売人の逮捕を行なう。スクリムジョールが1996年7月に新設。局員を11人ほど抱える。
ウィゼンガモット最高裁事務局
魔法界の裁判所の事務全般を管轄。
魔法事故惨事部
魔法界・マグルの世界にまたがる事故を管轄する。
忘却術士本部
マグルに、都合の悪い情報を忘れさせる。
魔法事故リセット部隊/魔法事故巻き戻し局
魔法事故の現状を復帰し、関係者の記憶を消去する。
誤報室 / 誤報局
魔法界の事故が顕著すぎる場合、マグルの首相に連絡を取ってマグルに対して納得のいく説明を作り上げる。著名な例では、ネス湖のケルピー（ネッシー）が捏造であるとして、マグルの世論を納得させた。
魔法生物規制管理部
魔法生物の管理・保護を管轄。学術的な調査研究も行なっており、危険度・稀少度別に生物を5段階に分類している。一部の魔法生物（クラップ、フウーパー、ニーズル）の飼育には、規制管理部の認可が必要である。
国際魔法協力部
英国国外の魔法界との国際親善・外交を管轄。
神秘部
時・死後の世界・愛などの研究、逆転時計と予言の管理を行なう。魔法省職員でさえ、この部署が何をやっているか詳細を知らない。内部には死のアーチ、予言の間（予言の保管）、時の間（逆転時計の保管）、脳みその水槽がある間、開かずの間（アルバス・ダンブルドアによると、この部屋には「愛」が入っている）などがある。
魔法ビル管理部
魔法省のビルの管理を行なう。魔法省のビルの窓の景色を変えるなどの作業も担当する。
魔法試験局
O.W.L試験やN.E.W.T試験を実施・監督する。
マグル生まれ登録委員会
1997年夏に新設された委員会。マグル生まれの魔法族に対し、「魔力を盗んだ」として出頭を要請する。該当者はアズカバンに収監されるが、逃亡者は殺害される。

## アズカバン
北海の真ん中にある孤島に存在する、魔法界の刑務所。魔法使いや魔女のほか、屋敷しもべ妖精などの魔法生物も収監される。
吸魂鬼が看守を務めているため、囚人は生きる喜びや幸福を吸い取られ、しだいに食べる気力さえ失うようになる。そのため、脱獄は不可能とされるが、吸魂鬼をあざむいて脱獄に成功する者もいる（後述）。また獄死する者も多く、その場合は監獄の脇にある墓地に葬られる。
第5巻『不死鳥の騎士団』終盤、ヴォルデモートの要請で吸魂鬼がアズカバンを放棄したことが報道されるが、第6巻『謎のプリンス』ではなんらかのかたちで運営されている様子が描写されている。
映画版では、海に直接建てられている。

### 収監者
アントニン・ドロホフ、ベラトリックス・レストレンジ、ロドルファス・レストレンジ、ラバスタン・レストレンジ、オーガスタス・ルックウッド、マルシベール、ジャグソン
以上7名は第5巻で脱獄するが、神秘部の戦いでベラトリックス以外のメンバーがアルバス・ダンブルドアに捕縛され、ふたたび収監される。
ルシウス・マルフォイ、ワルデン・マクネア、クラッブ、ゴイル、ノット、エイブリー
以上6名は新たに神秘部の戦いでダンブルドアに捕縛され、収監される。
スタン・シャンパイク
自分が死喰い人であると嘘の自慢話をし、それを偶然聞いた魔法省の役人により逮捕、収監される。
マンダンガス・フレッチャー
亡者に化けて銀行強盗を起こそうとして逮捕、収監される。
上記の人物は全員、第7巻時点で脱獄する。
ドローレス・アンブリッジ
ヴォルデモートの死後、マグル生まれへの迫害を糾弾され、収監される。

#### 獄死
クラウチ夫人
息子のクラウチ・ジュニアを脱獄させるため、ポリジュース薬の力で息子と入れ替わり、そのまま獄死する。
モーフィン・ゴーント
トム・リドル・シニアに蕁麻疹を発症させる呪文をかけた罪で3年間服役し、一度は出所するも、今度はリドル一家を殺害したトム・マールヴォロ・リドルに偽の記憶を植えつけられ、その記憶を魔法省の役人に自白、リドル一家の殺害犯として収監される。死に際にダンブルドアに真実の記憶を引き出されるも、釈放は間に合わず獄死する。
ホキー
ヘプジバ・スミスを毒殺したトム・マールヴォロ・リドルに偽の記憶を植えつけられ、スミス殺害の犯人として逮捕・収監される。死に際にダンブルドアに真実の記憶を引き出されるが、釈放は間に合わず獄死する。
パーシバル・ダンブルドア
娘のアリアナに暴行した3人のマグルの少年を報復として重症を負わせ、逮捕・収監された。投獄後、しばらくして獄死する。

#### 脱獄
シリウス・ブラック
第3巻『アズカバンの囚人』で、動物もどきを利用して脱獄。
バーテミウス・クラウチ・ジュニア
第4巻『炎のゴブレット』で、ポリジュース薬の力で母親と入れ替わり、脱獄したことが明らかになる。
ベラトリックス・レストレンジ、ロドルファス・レストレンジ、ラバスタン・レストレンジ、アントニン・ドロホフ、オーガスタス・ルックウッド、マルシベール
第5巻でヴォルデモートの手引きにより脱獄。

#### 出所
ルビウス・ハグリッド
第2巻『秘密の部屋』で、過去に「秘密の部屋」事件に関与していたために収監されるが、のちに疑いが晴れ釈放される。
イゴール・カルカロフ
死喰い人として逮捕されたが、魔法省との取引により釈放された。
スタージス・ポドモア
第5巻で、死喰い人に服従の呪文をかけられ、神秘部の探索と強盗未遂に及び逮捕。半年間服役する。
マールヴォロ・ゴーント
息子を守るために魔法省の役人を傷つけ、半年間服役。

## リトル・ハングルトン

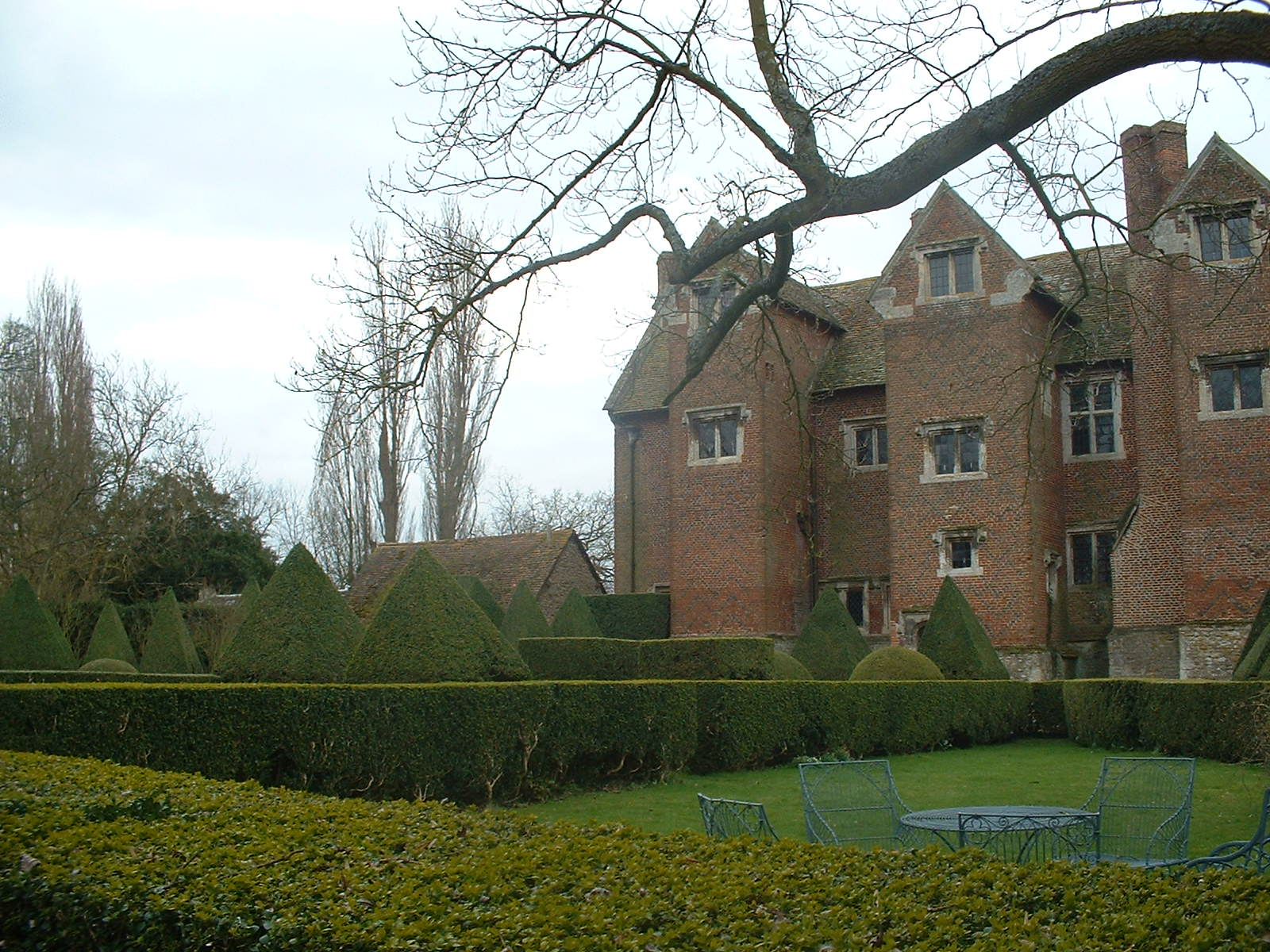
映画『ハリー・ポッターと炎のゴブレット』でリドルの館として撮影に使用されたベックリー・パーク

ヴォルデモートの父トム・リドル・シニアの生まれ故郷の村。ロンドンのプリベット通りからは約300キロメートル離れている。最寄村はグレート・ハングルトン。
首吊り男
小さなパブ。
リドルの館
村の頂上に位置する豪邸で、現在は廃墟と化している。もとはトム・リドル・シニアの実家で、シニアはメローピー・ゴーントを捨てたあとにここに戻り、両親と暮らしていたが、1943年にヴォルデモートにより全員殺害された。敷地内の小屋には、リドル家の庭番だったフランク・ブライスが住んでいたが、第4巻で殺害される。
ゴーント家
マールヴォロ・ゴーント、モーフィン・ゴーント、メローピー・ゴーントの三人が暮らしていたあばら家。外観は半壊しかけた粗末な小屋で、扉にはクサリヘビが打ちつけてあった。中も長年積もった塵やほこりで汚れ、とても人が健康に住めるような状態ではなかった。
教会墓地
ここにトム・リドル・シニアとその両親の墓があり、たくさんの草が生えている。第4巻でバーテミウス・クラウチ・ジュニアがハリーを「移動キー」でこの場所に連れてこさせ、ヴォルデモートの復活を果たす。その後、ヴォルデモートとハリーの決闘の舞台となる。なお、このときハリーとともに「移動キー」に触れたセドリック・ディゴリーもこの場所に飛ばされ、ピーター・ペティグリューに殺害される。

## ゴドリックの谷

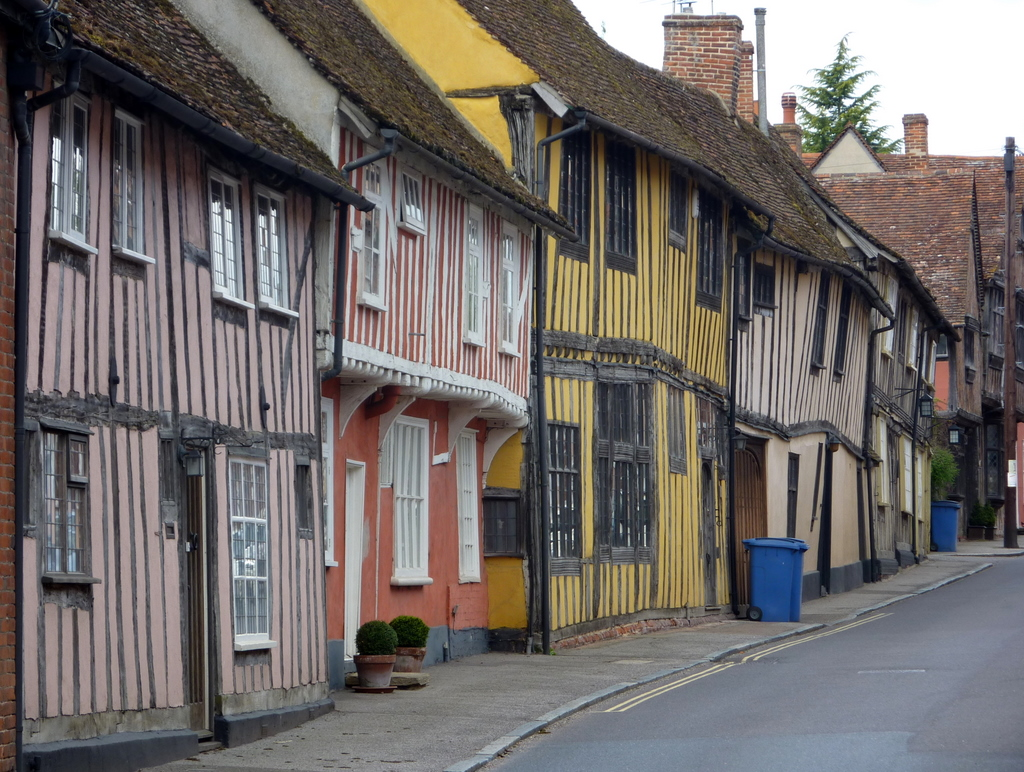
映画『ハリー・ポッターと死の秘宝 PART1』でゴドリックの谷のモデルとなったラヴェナムの町並み

イギリス西部にあり、マグルと魔法使いが混住している村。ゴドリック・グリフィンドールの出身地であり、村の名前はこれに由来している。ポッター家やダンブルドア家が暮らしていた場所で、スニッチが初めて鋳造されたことでも知られる。
記念碑
マグルには戦争記念碑にしか見えないが、魔法使いや魔女には、ジェームズとリリー、そして赤ん坊のハリーの像に見えるようになっている。
ポッター邸
ポッター一家が住んでいた家。ヴォルデモートに破壊され廃墟となっているが、ヴォルデモートによる蛮行の象徴として当時のまま残されている。マグルには見えないよう魔法がかけられている。
墓地
イグノタス・ペベレルをはじめ、ジェームズとリリーや、アルバス・ダンブルドアの母ケンドラ、妹アリアナなど、数多くの魔法使いや魔女が葬られている。
バグショット邸
魔法史家のバチルダ・バグショットが住んでいた。しかし、バチルダはヴォルデモートの蛇・ナギニに殺された上に肉体を乗っ取られ、第7巻『死の秘宝』ではハリーとハーマイオニー・グレンジャーをバチルダの姿で家まで誘い出して戦闘になる。同時にバチルダの家に残されていた写真から、ハリーは過去にグレゴロビッチのもとからニワトコの杖を盗み出したのが若き日のゲラート・グリンデルバルドであることに気付く。

## その他
聖マンゴ魔法疾患傷害病院
ヒーラーのマンゴ・ボナムによって1600年代に創立された魔法族の病院で、専門のヒーラーたちが勤めている。常時改装中となっているロンドン中心部のデパート「パージ・アンド・ダウズ商会」の内部に存在する。フランク・ロングボトム、アリス・ロングボトム夫妻が入院しており、「秘密の部屋」事件で記憶を失ったギルデロイ・ロックハートや騎士団の任務で蛇のナギニに噛まれたアーサー・ウィーズリーも入院することになる。

### 住居
隠れ穴
デヴォン州のオッタリー・セント・キャッチポールに存在するウィーズリー家の住居で、質素な佇まいをしている。セブルス・スネイプがアルバス・ダンブルドアを殺した後は、ブラック邸に代わる不死鳥の騎士団の本拠地となる。
第7巻で、ビル・ウィーズリーとフラー・デラクールの結婚式が行われるが、その最中に魔法大臣ルーファス・スクリムジョールが死喰い人に殺害されたという知らせが入り、結婚式に出席していたハリーたちが急いで退避する。
映画版では、結婚式の最中に死喰い人の襲撃を受けて焼き払われる。程遠くないところにラブグッド家の住居がある。
貝殻の家
第7巻で結婚したビルとフラーの新居で、海岸沿いにある。近くの砂浜に、ベラトリックス・レストレンジに殺されたドビーが埋葬され、墓が建てられる。ドビーの命懸けの助けでマルフォイ邸から脱出したハリーたちと、ルーナ・ラブグッド、ディーン・トーマス、オリバンダー老人、グリップフックが一時期匿われる。

## ヌルメンガード
ゲラート・グリンデルバルドが、敵対する人物を投獄するためにオーストリアに築いた監獄で、グリンデルバルドの本拠地も兼ねている。しかし、グリンデルバルドはアルバス・ダンブルドアとの決闘に敗れ、みずからがこの牢獄に収容されることとなる。

## アメリカ

### イルヴァーモーニー魔法魔術学校
北アメリカに17世紀に創立された魔法魔術学校。グレイロック山の頂に立っていて、さまざまな強い呪文でノー・マジ（非魔法族）の目から隠されている。ときには呪文がうっすらとした雲の輪のように見えることがある。
イゾルト・セイア、チャドウィック・ブート、ウェブスター・ブート、ジェームズ・スチュワードによって創設。イルヴァーモーニー校は全世界の魔法の名門校のなかで一番民主的であり、エリート主義ではなかったことで知られている。これは創立者の一人であるジェームズがノー・マジであったことが影響している。また、創立者の一人であるイゾルトが家庭の事情で入学できなかったホグワーツに憧れていたためか、ホグワーツと多くの点で似通っている。
ホーンド・サーペント（角水蛇）、ワンプス、サンダーバード、パクワジの四つの寮がある。これは創立者4名が好きな動物にちなんでおり、新入生は大広間の四方にある四動物の彫像が反応した寮に所属することとなる。2種類以上の像が同時に反応した場合はどこに所属するかは新入生に委ねられる。

### アメリカ合衆国魔法議会（MACUSA）

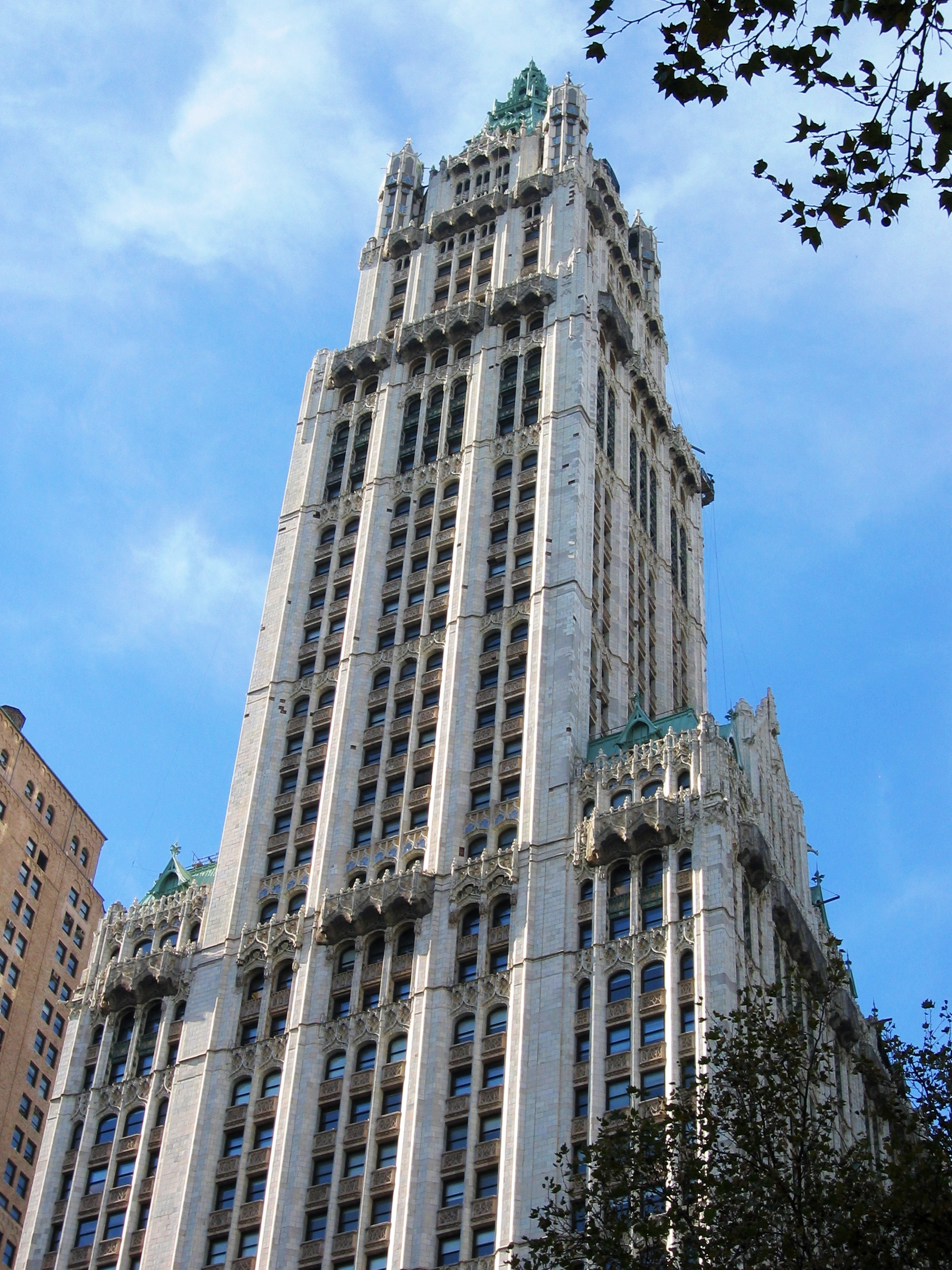
MACUSAが入っているという設定のウールワース・ビルディング

アメリカ合衆国の魔法界における政府機関。MACUSAは "The Magical Congress of the United States of America" の略で、 "Mah – cooz – ah" （マクーザ）と発音する。セーレム魔女裁判を受け設立。ノー・マジ（非魔法族）のアメリカ合衆国議会よりもおよそ1世紀早く、1693年に設立された。北アメリカの魔法族が一体となって自分たちのための法を作り上げたのは、これが初めてのことである。これにより、ノー・マジの社会の内部に魔法族独自の社会が存在するという、世界中の多くの国に見られるのと同じ構造が、アメリカにも誕生することとなった。1920年代には、MACUSAの拠点はニューヨークにあった。1892年に起こったサスカッチの大反乱のあとに、5回目となる移転によってワシントンから居を移していた。ノー・マジが魔法界の存在にどれだけ気づいているか表す時計がある。通常、ノー・マジが入ることはできない。さらに、ノー・マジが入ったとしても、MACUSAは姿を現さない。

## 国際魔法使い連盟
魔法界の国際機関で、人間界での国際連盟[国際連合?]に相当する。各国の魔法省や魔法政府から構成し、イギリス魔法省は国際魔法協力部内に連盟イギリス支部を設置している。
「上級大魔法使い」という肩書の保持者が、国際魔法使い連盟を率いている。初代上級大魔法使いはピエール・ボナコー。
『ファンタスティック・ビーストとダンブルドアの秘密』の序盤までは、ドイツ魔法省のアントン・フォーゲルが「上級大魔法使い」を務めていたが任期切れとなり、新たな「上級大魔法使い」を選出することになり、フォーゲルが任期切れ寸前でゲラート・グリンデルバルドの指名手配を取り消したことで、グリンデルバルドを含めた三名の中から新たな「上級大魔法使い」を選出することになる。そして、ブータンでの一連の騒動を経てブラジルの魔女ヴィセンシア・サントスが、新たな「上級大魔法使い」に選出され、就任する。